# 21. November
Der 21. November ist der 325. Tag des gregorianischen Kalenders (der 326. in Schaltjahren), somit bleiben 40 Tage bis zum Jahresende.

## Ereignisse

### Politik und Weltgeschehen
- 1272: Nach dem Tod von Heinrich III. fünf Tage zuvor wird sein Sohn Edward in Abwesenheit neuer König von England.

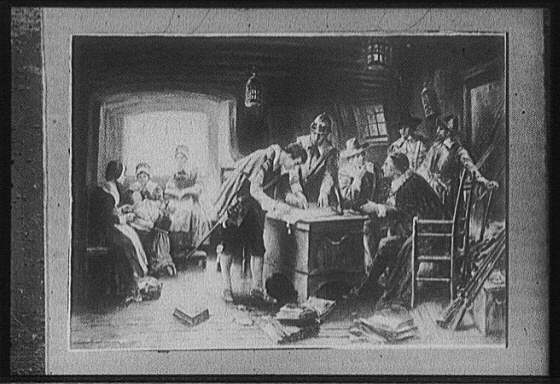
1620: Unterzeichnung des Mayflower-Vertrages

- 1620: Die Pilgerväter, die mit der Mayflower in den englischen Kolonien in Amerika angekommen sind, unterzeichnen in der Nähe von Cape Cod den Mayflower-Vertrag, die Verfassung der Kolonie Plymouth.
- 1699: Im Vertrag von Preobraschenskoje tritt Zar Peter I. der Große dem Bündnis bei, das in geheimen Verhandlungen Johann Reinhold von Patkul für Polen gegen Schweden schmiedet. Der Große Nordische Krieg gewinnt an Kontur.
- 1710: Beeinflusst von dem nach der verlorenen Schlacht bei Poltawa dorthin geflohenen schwedischen König Karl XII., erklärt das Osmanische Reich Russland den Krieg. Der Vierte Russische Türkenkrieg bricht aus.
- 1759: Die Österreicher unter Leopold Joseph Graf Daun nehmen im Siebenjährigen Krieg nach dem Gefecht von Maxen die Kapitulation preußischer Truppen unter General Friedrich August von Finck entgegen.
- 1789: North Carolina wird 12. Bundesstaat der USA.
- 1806: Der französische Kaiser Napoleon Bonaparte verhängt mit dem Berliner Dekret eine Kontinentalsperre gegen Großbritannien.
- 1818: Der Aachener Kongress endet mit einer Deklaration der fünf europäischen Großmächte Frankreich, Großbritannien, Österreich, Preußen und Russland. Der Monarchenkongress verkündet darin die Solidarität der Teilnehmer zur Gewährleistung der Ruhe, des Glaubens und der Sittlichkeit.
- 1831: In Lyon beginnt der Aufstand der Seidenweber. Sie protestieren gegen die Nichtanwendung erst im Oktober zwischen den Tarifpartnern verabredeter Mindestlöhne seitens der Unternehmer. Schüsse der Ordnungskräfte in die Demonstration führen zu offenem Aufruhr.
- 1848: Abgeordnete der Fraktionen Donnersberg, Deutscher Hof und Westendhall in der Deutschen Nationalversammlung gründen in Frankfurt den Centralmärzverein mit dem Ziel, die Errungenschaften der Märzrevolution zu schützen. Der Verein gilt als die erste moderne Partei Deutschlands.
- 1872: Otto von Bismarck lässt sich aus Gesundheitsgründen bis auf Weiteres vom Amt des preußischen Ministerpräsidenten entbinden. Sein Wunsch auf Entlassung wird abgelehnt.
- 1894: Japanische Verbände erobern in der Schlacht von Lüshunkou die Stadt von chinesischen Truppen; sie geht später in russischen Besitz über und wird unter ihrem kolonialen Namen “Port Arthur” im Russisch-Japanischen Krieg bekannt.
- 1910: Die im Zuge der Aufrüstung nach dem Vorbild der Marienburg errichtete Marineschule Mürwik wird offiziell von Kaiser Wilhelm II. eingeweiht.
- 1916: Nach dem Tod von Franz Joseph I. folgt ihm sein Großneffe Karl auf den Thron des Österreichisch-Ungarischen Reiches nach. Seine Herrschaft wird weniger als zwei Jahre dauern.
- 1918: Am Ende des Ersten Weltkrieges verlassen die deutschen Truppen das Elsass.
- 1920: Am irischen Blutsonntag werden im Irischen Unabhängigkeitskrieg nach der Ermordung mehrerer britischer Agenten durch die Irische Republikanische Bruderschaft bei einem Gaelic-Football-Match mehrere Menschen von den paramilitärischen Truppen der Black and Tans erschossen.

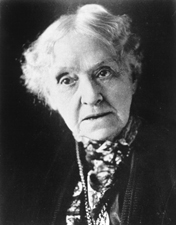
1922: Rebecca L. Felton

- 1922: Rebecca Ann Latimer Felton wird als erste weibliche US-Senatorin vereidigt. Die Vertreterin für den US-Bundesstaat Georgia und mit 87 Jahren das älteste je entsandte Senatsmitglied verliert ihr Amt am nächsten Tag an den überraschend gewählten Walter F. George.
- 1922: Der Gouverneur von Nigeria, Clifford, erlässt eine Verfassung für die britische Kolonie. Sie ermöglicht, erstmalig in Britisch-Westafrika, eine demokratische Teilhabe der Bevölkerung. Von den 44 Sitzen im Legislativrat werden drei von der Bevölkerung in Lagos gewählt und ein Sitz von den Wählern der Hafenstadt Calabar.
- 1944: Der japanische Schlachtkreuzer »Kongō« wird von einem U-Boot der US-Navy torpediert und sinkt mitsamt etwa 1.200 Mann seiner Besatzung und zwei Admiralen.
- 1970: Während der Operation Kingpin versuchen die USA mittels eines großangelegten Kommando-Unternehmens Kriegsgefangene hinter den nordvietnamesischen Linien zu befreien; allerdings ist das betreffende Lager bereits geräumt.
- 1974: Zwei der IRA zugerechnete Bombenanschläge von Birmingham verursachen 21 Tote und 182 Verletzte.
- 1988: In Österreich wird die Nationaldemokratische Partei wegen nationalsozialistischer Wiederbetätigung behördlich verboten.
- 1990: In der Charta von Paris wird die Spaltung Europas in Ost und West im Kalten Krieg für beendet erklärt. 32 europäische Länder sowie die USA und Kanada bekennen sich zu einer auf Menschenrechten und Grundfreiheiten beruhenden Demokratie, Wohlstand durch wirtschaftliche Freiheit und soziale Gerechtigkeit sowie gleiche Sicherheit der Vertragsstaaten.
- 1995: In Dayton, Ohio, einigen sich die Verhandler Bosniens, Kroatiens und Rest-Jugoslawiens, über die künftige Gestaltung Bosniens und der Herzegowina und paraphieren den Dayton-Vertrag.
- 2002: Auf ihrem Gipfeltreffen in Prag werden von der NATO sieben Staaten Mittel- und Osteuropas zum Beitritt eingeladen.
- 2004: Die Stichwahl der Präsidentschaftswahlen in der Ukraine zwischen Wiktor Juschtschenko und Wiktor Janukowytsch wird von massiven Manipulationsvorwürfen begleitet. Die Auszählung dauert bis zum 24. November. Beginn von Massenproteste (Orange Revolution).

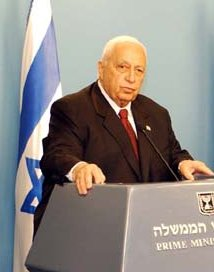
2005: Ariel Scharon

- 2005: Der israelische Premierminister Ariel Scharon verlässt die von ihm mitgegründete Likud-Partei und gründet im gleichen Monat die Partei Kadima.
- 2005: Die Mehrheit der Abstimmenden in Kenia lehnt in einem Referendum die vorgeschlagene Verfassungsänderung ab.
- 2006: In Beirut wird der antisyrisch eingestellte libanesische Industrieminister Pierre Gemayel Opfer eines Attentats.
- 2011: In Washington, D.C.  verhängen die Vereinigten Staaten gemeinsam mit Kanada und dem Vereinigten Königreich verschärfte Sanktionen gegen den Iran, der weiterhin am umstrittenen Atomprogramm festhält.
- 2012: Die Mongolei wird 57. Teilnehmerstaat der Organisation für Sicherheit und Zusammenarbeit in Europa
- 2013: Beginn politischer Proteste in der Ukraine
- 2017: In Simbabwe erklärt der langjährige Präsident Robert Mugabe seinen Amtsverzicht, nachdem es wenige Tage zuvor einen Militärputsch gegen ihn gegeben hatte.
- 2024: Der internationale Gerichtshof erlässt Haftbefehle gegen den israelischen Ministerpräsidenten Benjamin Netanjahu, den Hamas-Anführer Mohammed Deif und gegen den früheren israelischen Verteidigungsminister Joaw Galant wegen der Kriegsführung im Gaza-Streifen.

### Wirtschaft
- 1905: Der Dozent John Ambrose Fleming erhält in Großbritannien ein Patent auf die Röhrendiode, die er Kenotron nennt.
- 1925: Der zwischen New York City und Floridas Ostküste pendelnde Luxus-Reisezug Orange Blossom Special verkehrt erstmals nach Fahrplan.
- 1936: Das Schkeuditzer Kreuz wird als erstes Autobahnkreuz Europas in Betrieb genommen.
- 1990: Nintendo bringt das SNES, damals noch Super Famicom, in Japan auf den Markt.
- 1995: Der Aktienindex Dow Jones Industrial Average schließt erstmals über der Marke von 5000 Punkten.

### Wissenschaft und Technik
- 1676: Der dänische Astronom Ole Rømer stellt der Pariser Académie des sciences seine These vor, dass die Lichtgeschwindigkeit eine endliche Größe sei. Er stützt sich auf Beobachtungen der Verfinsterungen der vier Monde des Jupiter.

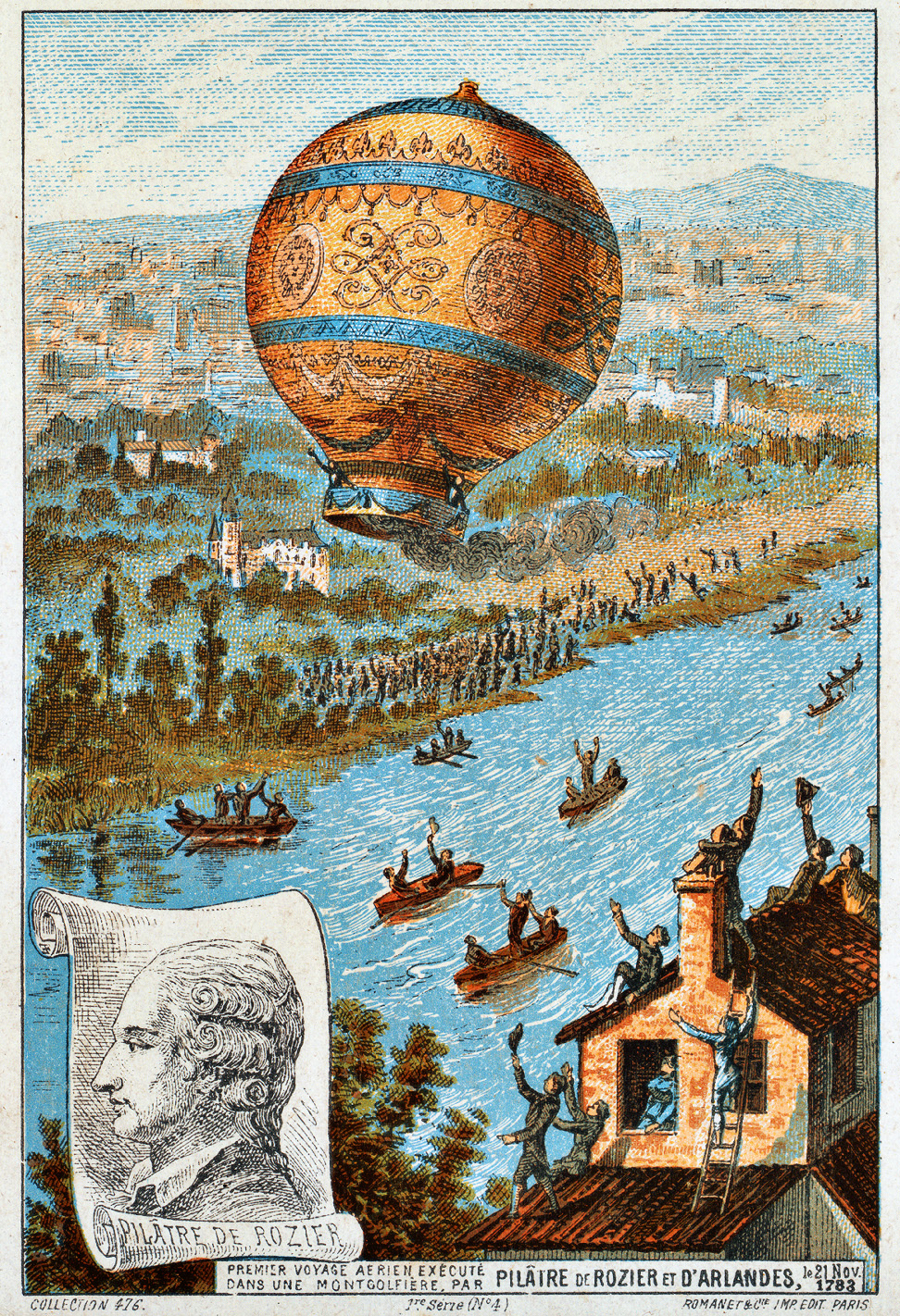
1783: Der erste bemannte Freiflug

- 1783: Der erste bemannte freifliegende Heißluftballon der Gebrüder Montgolfier mit den Passagieren Jean-François Pilâtre de Rozier und François d’Arlandes startet in Paris. Die Fahrt dauert 25 Minuten und führt in die Randbezirke von Paris.
- 1877: Erfinder Thomas Alva Edison kündigt den Phonographen an, ein Gerät zur Tonaufnahme und -wiedergabe, das er acht Tage später vorführt.
- 1935: Wladimir Kokkinaki stellt mit einer abgespeckten Polikarpow I-15 einen neuen Höhenweltrekord für Flugzeuge auf.
- 1953: Das Britische Museum enthüllt, dass die Knochenfunde des zu den frühen Menschen gezählten Piltdown-Menschen gefälscht sind.
- 1964: In New York wird die Verrazzano-Narrows-Brücke (damals noch als Verrazano-Narrows-Brücke) über den Hudson, die zu diesem Zeitpunkt längste Hängebrücke der Welt, für den Verkehr freigegeben.

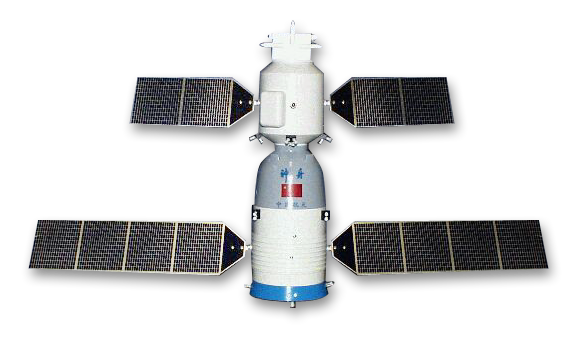
1999: Modell von Shenzhou

- 1999: Die amtliche chinesische Nachrichtenagentur Xinhua meldet, dass Shenzhou 1, das zwei Tage vorher gestartete erste unbemannte Raumschiff der VR China planmäßig wieder gelandet sei.

### Kultur
- 1827: Die einaktige Farsa Viva la Mamma von Gaetano Donizetti wird im Teatro Nuovo in Neapel uraufgeführt. Vier Jahre später erweiterte sie Donizetti auf zwei Akte.
- 1831: Die Oper Robert le diable von Giacomo Meyerbeer wird an der Pariser Opéra uraufgeführt. Die Oper mit dem Libretto von Eugène Scribe und Germain Delavigne begründet den Ruhm des Komponisten in Frankreich.
- 1847: Das Märchenspiel Der Dudelsackpfeifer von Strakonice oder Das Fest der Waldfrauen von Josef Kajetán Tyl wird in Prag uraufgeführt.
- 1862: Im Covent Garden in London erfolgt die Uraufführung der Oper Blanche de Nevers von Michael William Balfe.
- 1874: Mit der Götterdämmerung beendet Richard Wagner in Bayreuth den letzten Teil des Rings des Nibelungen.
- 1901: Das Singgedicht Feuersnot von Richard Strauss wird in Dresden uraufgeführt.
- 1902: Am Theater an der Wien in Wien findet die Uraufführung der Operette Wiener Frauen von Franz Lehár statt.
- 1931: Der Film Frankenstein, mit Boris Karloff in der Rolle des Monsters unter der Regie von James Whale, wird uraufgeführt.
- 1934: Am Alvin Theatre in New York City wird die Musical Comedy Anything Goes von Cole Porter uraufgeführt.
- 1942: In den USA erreicht der Interpret Bing Crosby mit Irving Berlins Lied White Christmas erstmals Platz 1 der Charts und bleibt dort zehn Wochen lang.
- 1947: Am Tag nach dem Tod Wolfgang Borcherts wird sein Stück Draußen vor der Tür an den Hamburger Kammerspielen uraufgeführt.

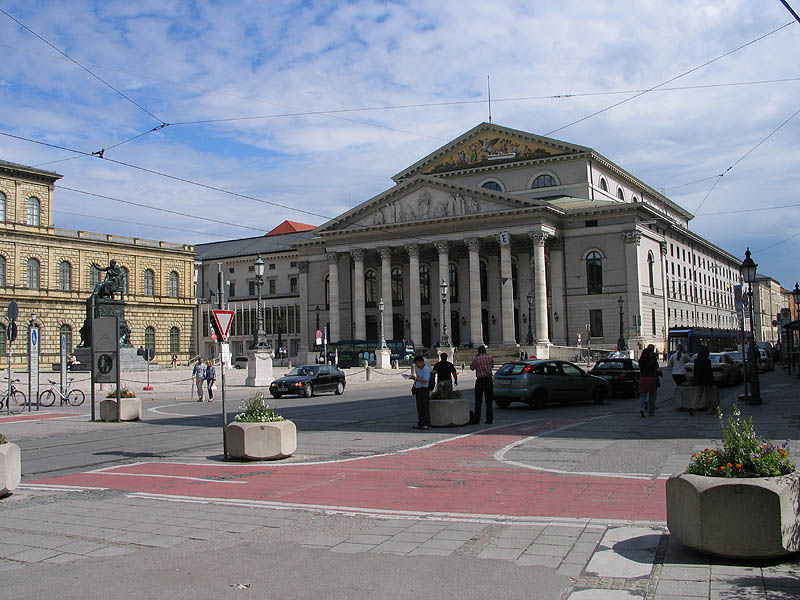
1963: Wiedereröffnung des Nationaltheaters München

- 1963: Mit einer Aufführung der Oper Die Frau ohne Schatten von Richard Strauss wird das nach der Zerstörung im Zweiten Weltkrieg wieder aufgebaute Nationaltheater München wieder eröffnet.
- 1975: Die britische Rockband Queen veröffentlicht ihr viertes Studioalbum namens A Night at the Opera. Das Album gilt als eine der größten Leistungen der Band.
- 1980: Die Folge Who Done It? (Wer schoß auf J. R.?) der Serie Dallas erreicht die bis dahin höchste Zuschauerquote der US-Fernsehgeschichte.
- 1987: Die ARD strahlt nach über 23 Jahren die 82. und letzte Folge der Spieleshow Einer wird gewinnen (EWG) mit Hans-Joachim Kulenkampff aus.

### Gesellschaft
- 1997: Bei einer Pressekonferenz der deutschen Pop-Rap-Gruppe Tic Tac Toe in München kommt es zum offenen Streit: Vor laufenden Kameras bezichtigen sich die drei Mitglieder gegenseitig der Lüge und verlassen schließlich weinend das Podium.

### Religion
- 0235: Der Heilige Anterus wird als Nachfolger von Pontianus als Papst inthronisiert
- 1964: Mit dem Beschluss der Dokumente Lumen gentium, Unitatis redintegratio und Orientalium Ecclesiarum sowie deren feierlicher Promulgation durch Papst Paul VI. endet die dritte Sitzungsperiode des Zweiten Vatikanischen Konzils.
- 2003: Das Konkordat zwischen dem Heiligen Stuhl und Bremen wird von Bürgermeister Henning Scherf und dem Apostolischen Nuntius in Deutschland, Erzbischof Giovanni Lajolo, unterzeichnet.

### Katastrophen
- 1412: Bei der Cäcilienflut im Bereich der Unterelbe kommen bis zu 30.000 Menschen ums Leben.
- 1916: Das britische Lazarettschiff Britannic, ein Schwesterschiff der Titanic, sinkt im Ersten Weltkrieg, vermutlich aufgrund einer Minenexplosion. Das Unglück fordert 30 Tote und 40 Verletzte; die meisten davon in vorschnell zu Wasser gelassenen Rettungsbooten, die von den noch laufenden Propellern des Schiffes zerschlagen werden.

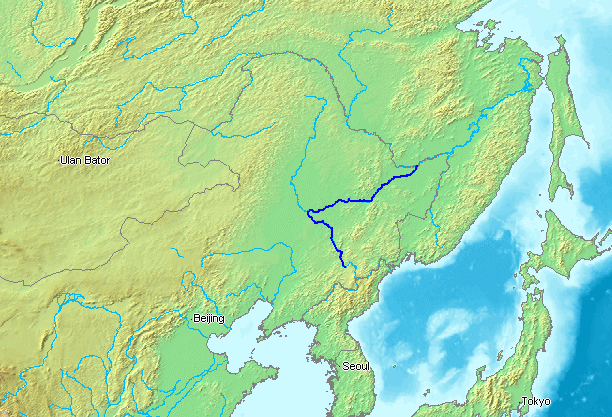
2005: Der verseuchte Songhua Jiang

- 2005: Nach dem Chemieunfall von Jilin vom 13. November wird die Wasserversorgung in der flussabwärts am Songhua Jiang gelegenen chinesischen Metropole Harbin abgestellt.

Kleinere Unglücksfälle sind in den Unterartikeln von Katastrophe und in der Liste von Katastrophen aufgeführt.

### Sport
- 1991: Nach 133 Tagen auf See erreicht Gérard d’Aboville nach seiner Pazifiküberquerung mit seinem Einmann-Ruderboot die amerikanische Westküste.

Einträge von Leichtathletik-Weltrekorden befinden sich unter der jeweiligen Disziplin unter Leichtathletik.

## Geboren

### Vor dem 17. Jahrhundert
- 1264: Keizan Jōkin, buddhistischer Mönch
- 1428: Jingtai, siebenter chinesischer Kaiser der Ming-Dynastie
- 1431: Giovanni de’ Rossi, italienischer Condottiere
- 1445: Johann Pfotel, deutscher Rechtsgelehrter und Diplomat
- 1495: John Bale, englischer Geistlicher und Dramatiker
- 1537: Fadrique Álvarez de Toledo, Herzog von Alba
- 1553: Philipp Ludwig I., Graf von Hanau-Münzenberg
- 1566: Francesco Cennini de’ Salamandri, italienischer Kardinal
- 1567: Anne de Xainctonge, burgundisch-französische Adelige, Gründerin einer römisch-katholischen Frauengemeinschaft
- 1568: Salome Alt, Lebensgefährtin des Salzburger Fürsterzbischof Wolf Dietrich von Raitenau
- 1582: François Maynard, französischer Schriftsteller und Lyriker
- 1593: Jakob Lampadius, braunschweig-lüneburgischer Staatsmann
- 1596: René de Voyer, französischer Verwaltungsbeamter und Diplomat
- 1597: Ludwig Dunte, deutsch-baltischer Gelehrter

### 17. Jahrhundert
- 1617: Tosa Mitsuoki, japanischer Maler
- 1627: Plazidus I. Büchs, deutscher Abt
- 1634: Johann Vermehren, mecklenburgischer Hofrat
- 1639: Fortunatus Hueber, deutscher Franziskaner, Theologe und Historiker
- 1640: Heinrich Franz von Mansfeld, österreichischer Diplomat, Feldmarschall und Hofkriegsratspräsident
- 1641: Matthias Jessen, Präsident von Altona
- 1645: Johann Löhner, deutscher Komponist
- 1648: Peter Hinrich Tesdorpf, deutscher Fernhandelskaufmann und Bürgermeister von Lübeck
- 1650: Marian Schirmer, österreichischer Zisterzienser und Abt
- 1654: Gottlob Friedrich Seligmann, deutscher Theologe
- 1656: Philipp Wilhelm von Boineburg, Reichsgraf, Erfurter Statthalter, Rektor
- 1658: Johann Gottfried Rösner, Bürgermeister von Thorn
- 1664: Samuel von Hertefeldt, preußischer Staatsmann
- 1677: Johann Moritz von Heßler, polnisch-sächsischer Geheimrat
- 1683: Domingo Ortiz de Rozas, spanischer Offizier und Kolonialverwalter, Gouverneur am Río de la Plata und in Chile
- 1685: Leonhard Christoph Rühl, lutherischer Geistlicher
- 1688: Antonio Visentini, italienischer Architekt und Maler
- 1689: Jacques I., Fürst von Monaco
- 1694: Giovanni Pompeo Piccolomini, Herzog von Amalfi

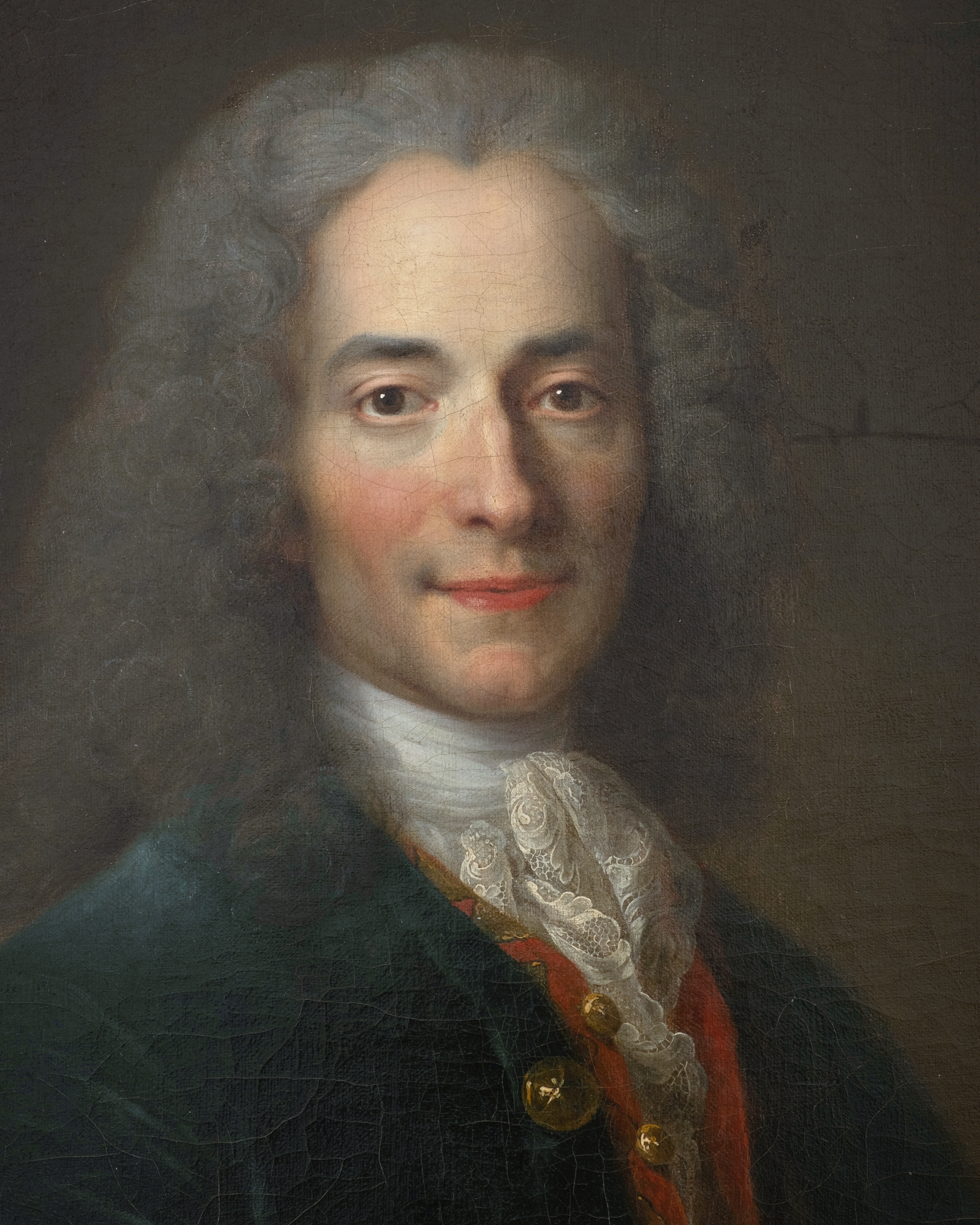
Voltaire (* 1694)

- 1694: Voltaire (François-Marie Arouet), französischer Schriftsteller und Philosoph
- 1697: Andreas Gillardon der Jüngere, Schweizer reformierter Pfarrer

### 18. Jahrhundert
- 1710: Johann Ernst Gotzkowsky, Berliner Unternehmer
- 1710: Paolo Renier, 119. und vorletzter Doge von Venedig
- 1710: Carl Julius Wilda, preußischer Jurist
- 1714: Georg Andreas Högl, österreichischer Steinmetzmeister und Bildhauer, Obervorsteher der Wiener Bauhütte
- 1715: Christian Gottlob Frege, deutscher Bankier und Handelsherr
- 1717: Christine von Hessen-Rotenburg, Prinzessin von Savoyen-Carignan
- 1718: Friedrich Wilhelm Marpurg, deutscher Musiktheoretiker und -kritiker
- 1723: Étienne Noël Damilaville, französischer Buchdrucker und Enzyklopädist
- 1729: Josiah Bartlett, britisch-US-amerikanischer Arzt, Politiker und einer der Gründerväter der Vereinigten Staaten
- 1741: Christfried Ganander, finnischer Volkskundler und Philologe
- 1742: Edmund Boyle, 7. Earl of Cork, britischer Peer und Politiker

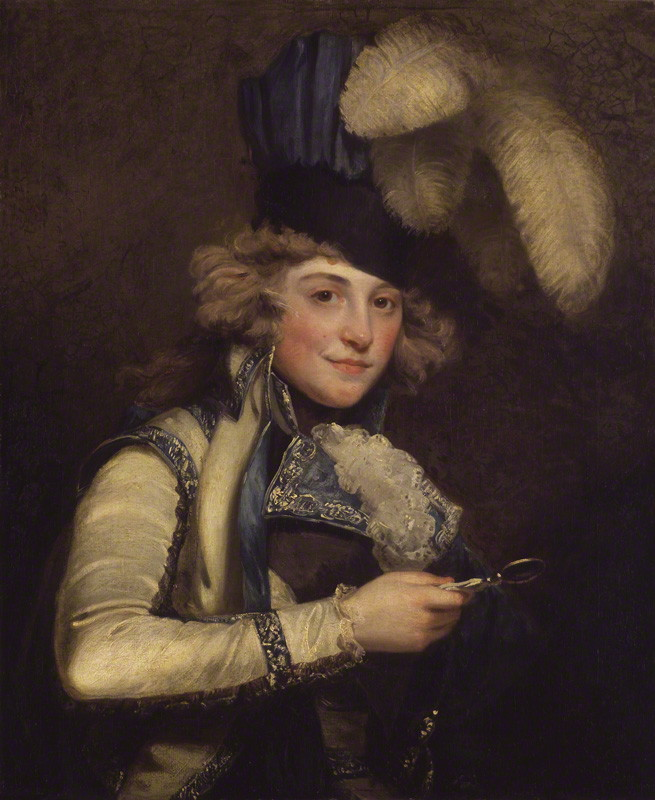
Dorothea Jordan (* 1761)

- 1742: Alessandro Felici, italienischer Komponist
- 1746: Carl Georg Riedesel zu Eisenbach, Parlamentspräsident und Erbmarschall der hessischen Landgrafen
- 1752: Philippe-Louis-Marc-Antoine de Noailles, französischer Politiker
- 1753: Johann Ludwig von Cobenzl, österreichischer Staatsmann
- 1755: Mateo Albéniz, spanischer Komponist, Kirchenmusiker und Musiktheoretiker
- 1758: Eugen Friedrich Heinrich von Württemberg, Herzog von Württemberg
- 1761: Dorothea Jordan, irische Schauspielerin und langjährige Mätresse des britischen Königs Wilhelm IV.
- 1763: Johann Rudolf von Buol-Schauenstein, österreichischer Diplomat und Politiker
- 1768: Friedrich Schleiermacher, deutscher Theologe, Altphilologe, Philosoph, Publizist, Staatstheoretiker, Kirchenpolitiker und Pädagoge
- 1772: Joseph Triebensee, österreichischer Komponist und Oboist
- 1773: Henry Vassall-Fox, britischer Staatsmann
- 1775: Johann Georg Christian Apel, deutscher Organist und Komponist
- 1783: Ernst August von Beust, preußischer Geologe
- 1785: William Beaumont, US-amerikanischer Arzt
- 1787: Sir Samuel Cunard, 1. Baronet Cunard, kanadischer Reeder und Inhaber der Cunard Line
- 1789: Cesare Balbo, piemontesischer Politiker
- 1790: Edmund Lyons, 1. Baron Lyons, britischer Admiral und Diplomat
- 1791: Wladimir Fjodorowitsch Adlerberg, russischer General und Minister
- 1791: Heinrich Ritter, deutscher Philosoph
- 1795: Gregorio Aráoz de La Madrid, argentinischer Militärführer, General und Politiker
- 1796: Jean Zuléma Amussat, französischer Arzt und Chirurg
- 1798: Adolphe Jérôme Blanqui, französischer Nationalökonom
- 1800: Carl Robert Croll, deutscher Maler

### 19. Jahrhundert

#### 1801 bis 1850
- 1804: Joseph Abenheim, deutscher Komponist, Violinist und Dirigent
- 1804: Wilhelm Waiblinger, deutscher Dichter und Schriftsteller
- 1805: Wilhelm Friedrich Christian Gustav Krafft, deutscher Politiker, Mitglied der Frankfurter Nationalversammlung
- 1806: Adolf Harless, deutscher protestantischer Theologe
- 1807: Franz Thomé, österreichischer Theaterdirektor und Schauspieler
- 1810: Harald Ackermann, deutscher Mediziner
- 1811: Ludwik Gorzkowski, polnischer Revolutionär
- 1811: Zeng Guofan, chinesischer Staatsmann
- 1811: Joseph Caspar Jeuch, Schweizer Architekt
- 1814: Gabriel Gervais Chardin, französischer Maler

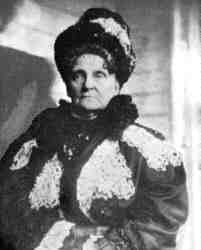
Hetty Green (* 1834)

- 1817: Richard Brooke Garnett, US-amerikanischer Offizier, General der Konföderierten im Bürgerkrieg
- 1818: Lewis Henry Morgan, US-amerikanischer Ethnologe
- 1819: Elisabeth Jerichau-Baumann, deutsch-dänische Malerin
- 1820: Enno Wilhelm Hektor, deutscher Schriftsteller
- 1821: Carl August Bolle, deutscher Naturforscher und Sammler
- 1823: Julius von Gomperz, österreichischer Industrieller
- 1824: Hieronymus Theodor Richter, deutscher Chemiker
- 1825: Jakob Emanuel Gaisser, deutscher Genremaler
- 1826: Christian Wilhelm Ludwig von Abeken, deutscher Jurist und Politiker, Minister, Mitglied des Bundesrats
- 1827: Martin Traugott Blumner, deutscher Komponist und Musiktheoretiker
- 1828: Pierre Faubert, französischer Komponist und Organist
- 1831: Hilger Hertel der Ältere, deutscher Architekt und Diözesanbaumeister
- 1833: Eugène Manet, französisches Modell, Bruder von Édouard Manet und Ehemann von Berthe Morisot
- 1834: Hetty Green, US-amerikanische Geschäftsfrau
- 1836: František Sequens, böhmischer Maler

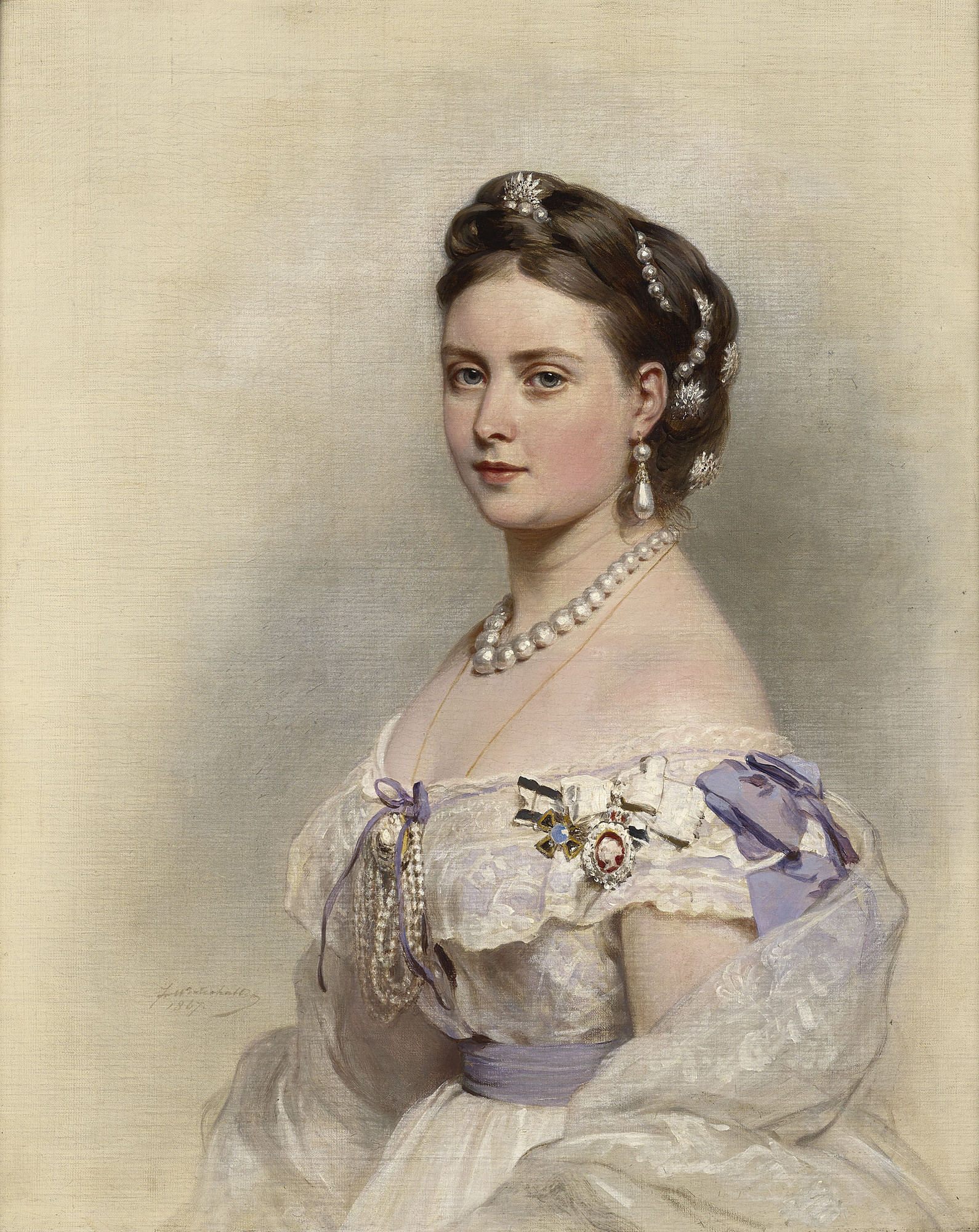
Victoria von Großbritannien und Irland (* 1840)

- 1840: Victoria von Großbritannien und Irland, britische Prinzessin, Königin von Preußen und deutsche Kaiserin
- 1841: Luigi Maria d’Albertis, italienischer Forschungsreisender und Ornithologe
- 1843: Gaston Tissandier, französischer Chemiker, Meteorologe und Luftschiffer
- 1844: Vladan Đorđević, serbischer Mediziner, Autor und Politiker, Ministerpräsident
- 1845: Johann Baptist Alton, österreichischer Romanist, Rätoromanist und Sprachwissenschaftler
- 1845: Otto Warth, deutscher Architekt
- 1849: Hermann Möckel, deutscher Seminaroberlehrer, Stadtverordnetenvorsteher, Vereins- und Verbandsfunktionär
- 1849: Paul Rée, deutscher Philosoph
- 1850: Wilhelm Gemoll, deutscher Altphilologe und Lexikograf

#### 1851 bis 1900

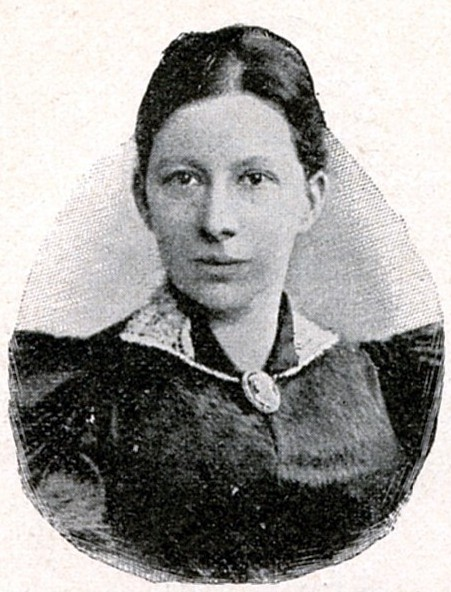
Jeannette Schwerin (* 1852)

- 1851: Désiré-Joseph Mercier, belgischer Geistlicher, Erzbischof von Mecheln, Kardinal
- 1852ː Jeanette Schwerin, deutsche Sozialarbeiterin und Frauenrechtlerin
- 1852: Francisco Tárrega, spanischer Gitarrist und Komponist

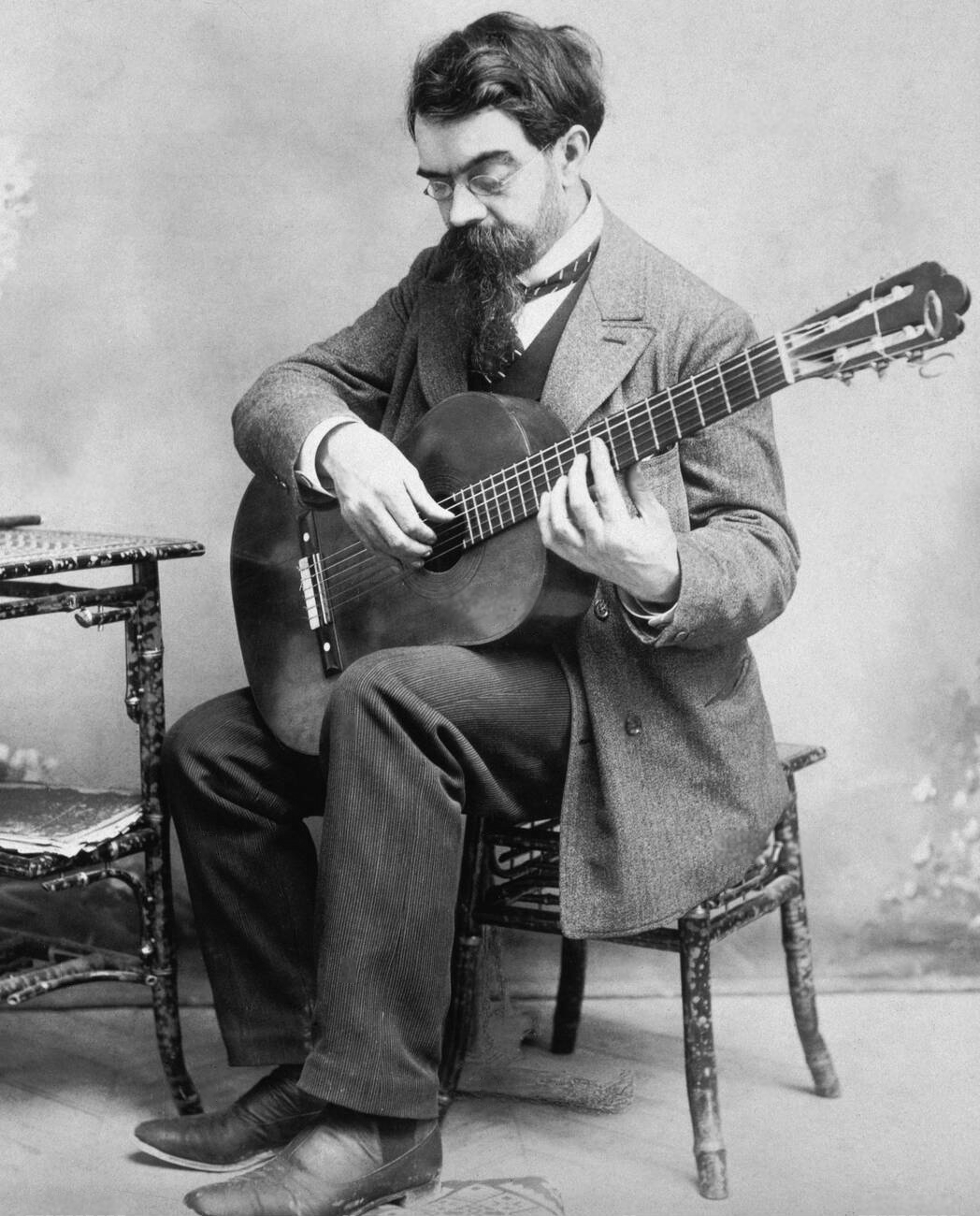
Francisco Tárrega (* 1852)

- Francisco Tárrega (* 1852)1853: Hussein Kamil, Sultan von Ägypten und König des Anglo-Ägyptischen Sudan
- 1854: Benedikt XV., Papst
- 1854: Werner Krebs, Schweizer Unternehmer und Politiker
- 1856: Jens Christian Christensen, dänischer Politiker, Ministerpräsident

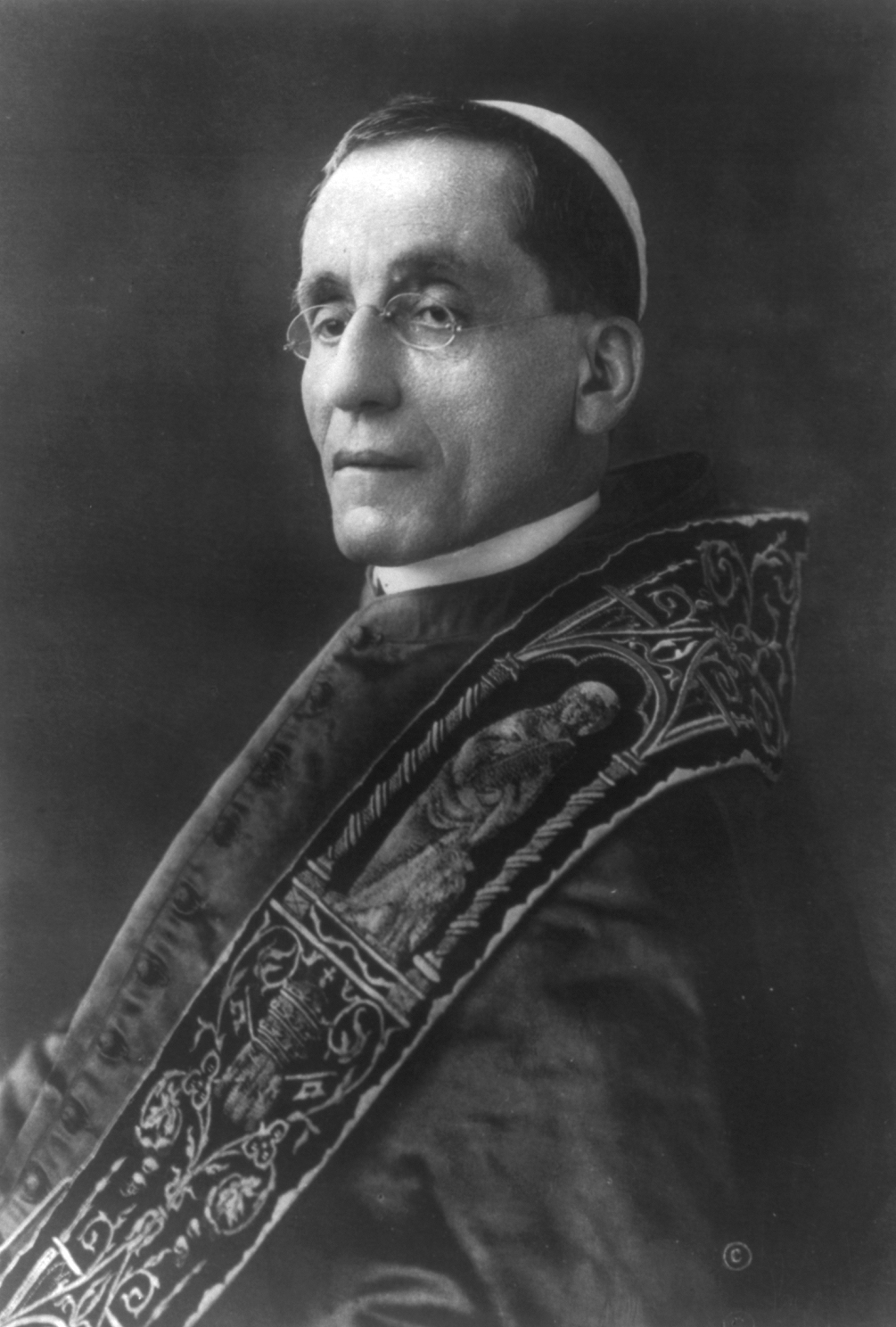
Papst Benedikt XV (* 1854)

- 1857: Manuel José Estrada Cabrera, guatemaltekischer Politiker, Minister, Staatspräsident
- 1858: Charles Arnette Towne, US-amerikanischer Politiker, Mitglied des Repräsentantenhauses, Senator
- 1863: Arthur Quiller-Couch, britischer Kritiker und Schriftsteller
- 1865: Pierre-Barthélemy Gheusi, französischer Schriftsteller, Journalist und Theaterleiter
- 1866: Oskar Messter, deutscher Filmpionier
- 1866: Sigbjørn Obstfelder, norwegischer Schriftsteller
- 1868: Felix Mach, deutscher Agrikulturchemiker
- 1868: Peter von Oldenburg, Schwager des russischen Zaren Nikolaus II.
- 1870: Alexander Berkman, litauischer Politiker und Schriftsteller, Anarchist
- 1870: Sigfrid Edström, schwedischer Unternehmer und Sportfunktionär
- 1871: Panajot Pipkow, bulgarischer Komponist
- 1873: Heinrich Martin Arens, US-amerikanischer Farmer und Politiker, Mitglied des Repräsentantenhauses
- 1875: Alfred Graf von Soden-Fraunhofen, deutscher Erfinder und Mitbegründer der ZF Friedrichshafen
- 1876: Benno Arnold, deutscher Textilindustrieller
- 1876: Olav Duun, norwegischer Schriftsteller
- 1877: Sigfrid Karg-Elert, deutscher Komponist, Musiktheoretiker, Musikpädagoge, Pianist, Organist und Harmoniumspieler
- 1878: Ibra Charles Blackwood, US-amerikanischer Jurist und Politiker, Gouverneur von South Carolina
- 1878: Bess Brenck-Kalischer, deutsche DichterinGustav Radbruch (* 1878)

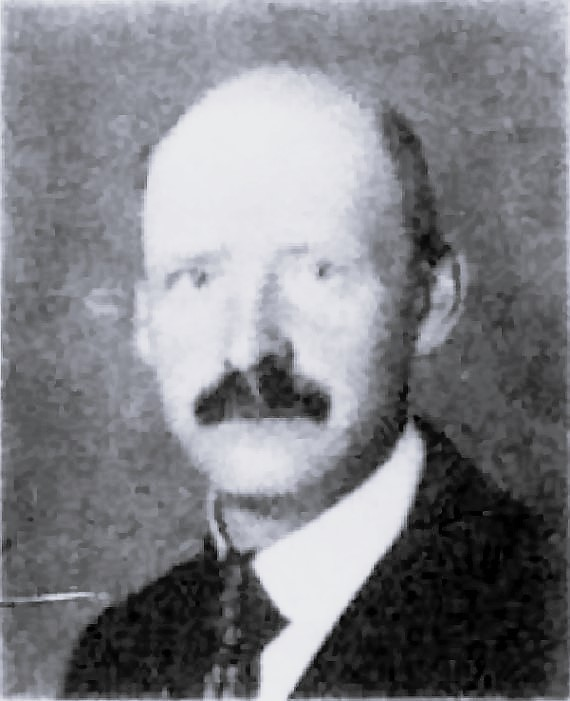
Gustav Radbruch (* 1878)

- 1878: Gustav Radbruch, deutscher Rechtsgelehrter und Politiker, MdR, Reichsminister
- 1878: Clara Westhoff, deutsche Bildhauerin und Malerin
- 1879: Taoka Reiun, japanischer Kultur- und Literaturkritiker
- 1880: Franz Hessel, deutscher Schriftsteller und Übersetzer
- 1881: Karl Wunderli, Schweizer Landwirt und Politiker
- 1882: Paul Niehans, Schweizer Arzt
- 1885: Sándor Hautzinger, ungarischer Ruderer, Ringer und Bandyspieler
- 1885: Raymond de Pezzer, französischer Komponist
- 1885: Kurt Witte, deutscher Altphilologe
- 1886: Harold Nicolson, britischer Diplomat
- 1890: Jeanne Mammen, deutsche Malerin
- 1891: Just Göbel, niederländischer Fußballspieler
- 1891: Karl Hubbuch, deutscher Akademieprofessor, Zeichner und Maler

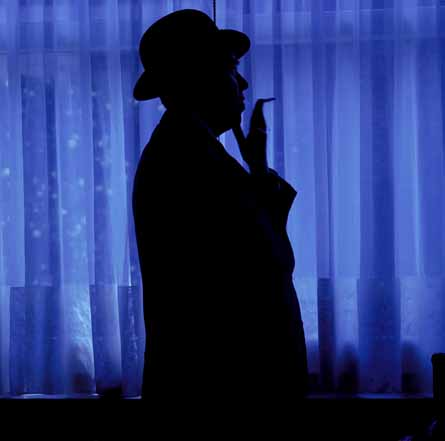
René Magritte (* 1898)

- 1894: Cecil M. Harden, US-amerikanische Politikerin, Mitglied des Repräsentantenhauses
- 1895: Josef Mattauch, deutscher Physiker
- 1897: Veza Canetti, österreichische Schriftstellerin
- 1897: Vito Genovese, US-amerikanischer Mobster
- 1897: Mollie Steimer, russische Autorin, politische Aktivistin und Anarchistin
- 1898: René Magritte, belgischer Maler des Surrealismus
- 1899: Takeharu Asō, japanischer Bergsteiger, Nordischer Skisportler und Leichtathlet
- 1899: Jobyna Ralston, US-amerikanische Schauspielerin
- 1900: Humbert Achamer-Pifrader, österreichischer Jurist und SS-Angehöriger

### 20. Jahrhundert

#### 1901–1925

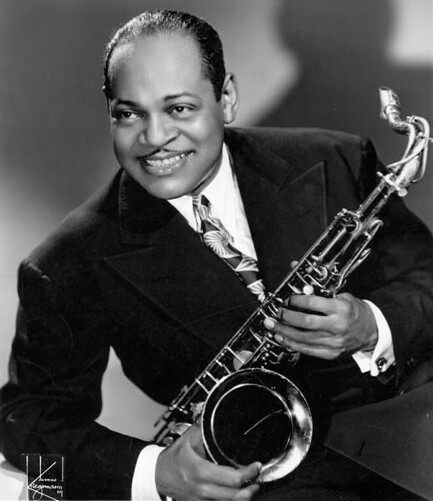
Coleman Hawkins (* 1904)

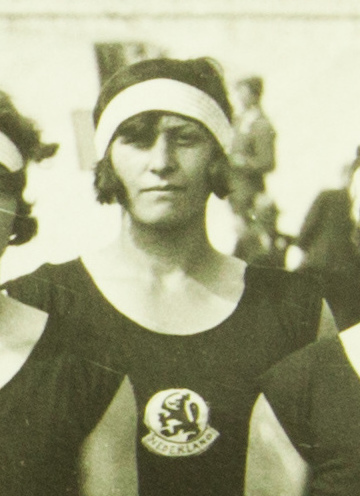
Elka de Levie (* 1905)

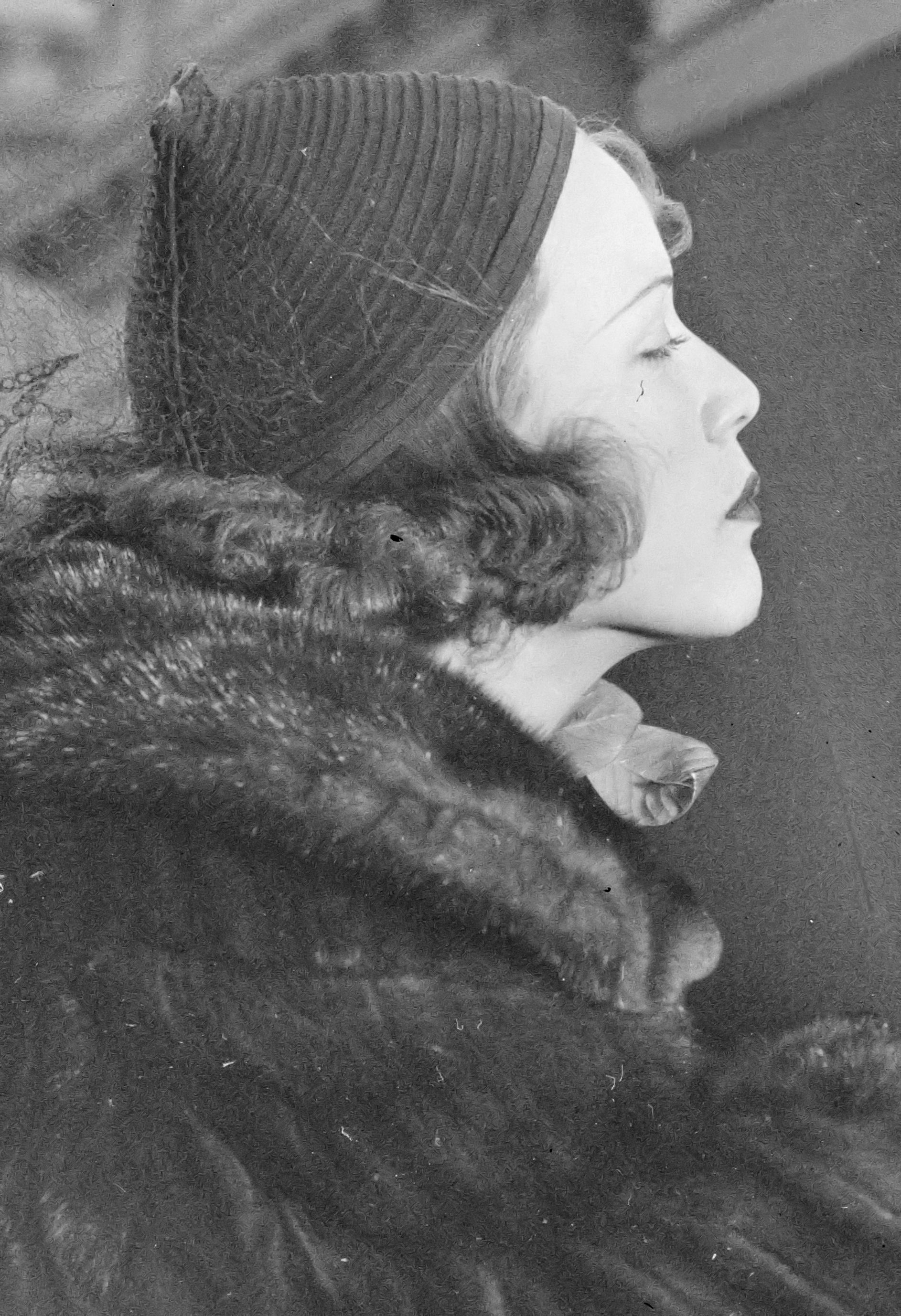
Eleanor Powell (* 1912)

- 1901: Johannes Driesch, deutscher Maler
- 1901: Thawan Thamrongnawasawat, thailändischer Marineoffizier und Politiker, mehrfacher Minister, Premierminister
- 1902: Walter Adolph, deutscher Priester
- 1902: Ferenc Hirzer, ungarischer Fußballspieler und -trainer
- 1902: Harald Lie, norwegischer Komponist
- 1902: Isaac Bashevis Singer, polnisch-US-amerikanischer Schriftsteller, Nobelpreisträger
- 1903: Plácido de Abreu, portugiesischer Kunstflieger
- 1904: Coleman Hawkins, US-amerikanischer Jazz-Musiker
- 1905: Georgina Battiscombe, britische Biografin
- 1905ː Elka de Levie, niederländische, jüdische Kunstturnerin, Überlebende des Holocaust
- 1907: Erich Garske, deutscher Widerstandskämpfer gegen den Nationalsozialismus
- 1907: Ernesto Mascheroni, uruguayisch-italienischer Fußballspieler, Weltmeister
- 1908: Salo Flohr, tschechoslowakisch-sowjetischer Schachspieler, Großmeister
- 1908: Francisco Simó Damirón, dominikanischer Pianist und Komponist
- 1909: Lloyd Glenn, US-amerikanischer R&B-Musiker
- 1909: Hermann Paul Müller, deutscher Rennfahrer
- 1910: Qian Zhongshu, chinesischer Schriftsteller und Gelehrter
- 1911: Bo Ljungberg, schwedischer Stabhochspringer und Dreispringer
- 1912: Elisabeth von Janota-Bzowski, deutsche Briefmarkenkünstlerin
- 1912: Pierre Grimal, französischer Altphilologe
- 1912: Eleanor Powell, US-amerikanische Tänzerin, Sängerin und Schauspielerin
- 1913: Gerhard Frickhöffer, deutscher Schauspieler
- 1914: Michael Grant, englischer Altphilologe und Althistoriker
- 1916: Sid Luckman, US-amerikanischer American-Football-Spieler
- 1917: Chung Il-kwon, südkoreanischer Offizier, Diplomat und Politiker, Außen- und Premierminister
- 1918: Claire Austin, US-amerikanische Blues- und Jazzsängerin
- 1918: Dieter Mauritz, deutscher Tischtennisspieler
- 1919: Paul Bogart, US-amerikanischer Filmregisseur
- 1920: Walter Fritzsch, deutscher Fußballspieler und -trainer
- 1921: Knud Hilding, dänischer Schauspieler
- 1921: Maxwell William Ward, kanadischer Flugpionier und Unternehmer
- 1922: Maria Casarès, französische Schauspielerin
- 1924: Jelena Wladimirowna Muchina, sowjetische Verfasserin eines als Zeitdokument bedeutsamen Tagebuches
- 1924: Christopher Tolkien, britischer Mediävist
- 1924: Îsmet Şerîf Wanlî, kurdischer Wissenschaftler
- 1925: Veljko Kadijević, jugoslawischer Militär, Verteidigungsminister

#### 1926–1950

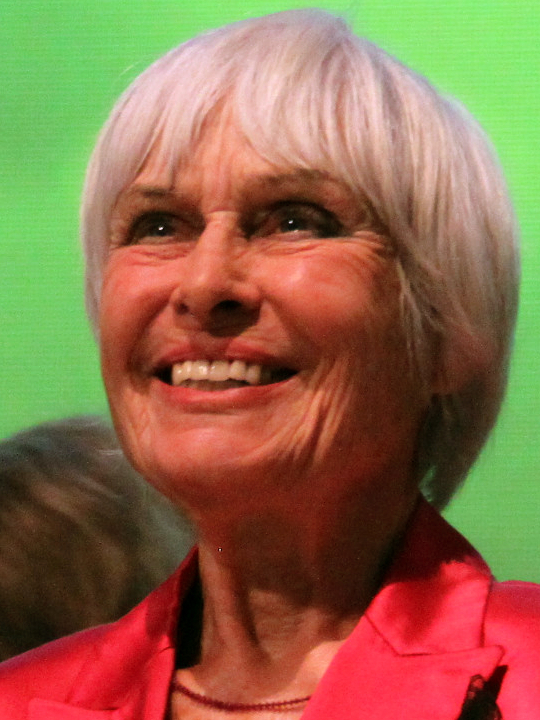
Barbara Rütting (* 1927)

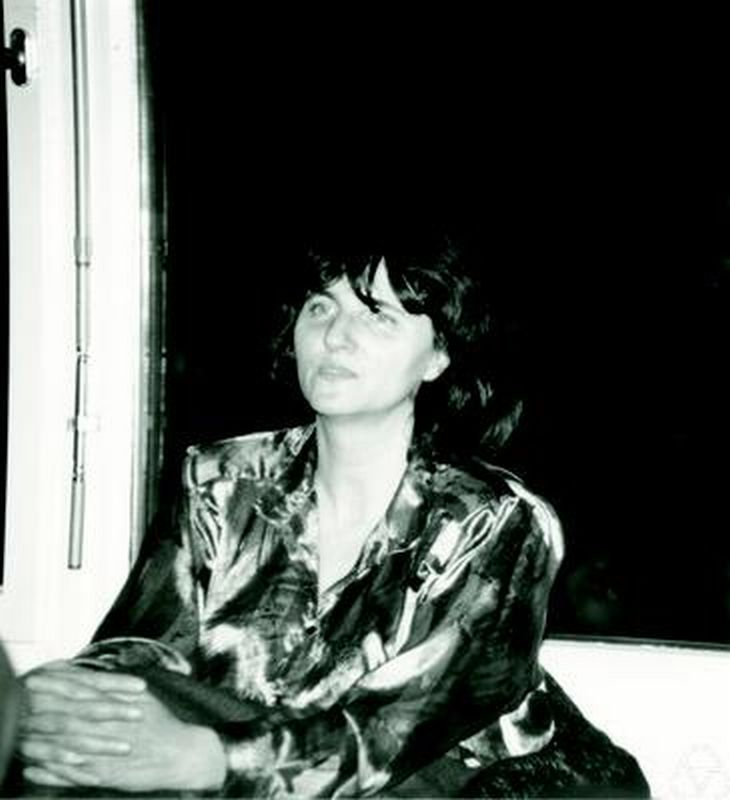
Monique Hakim (* 1937)

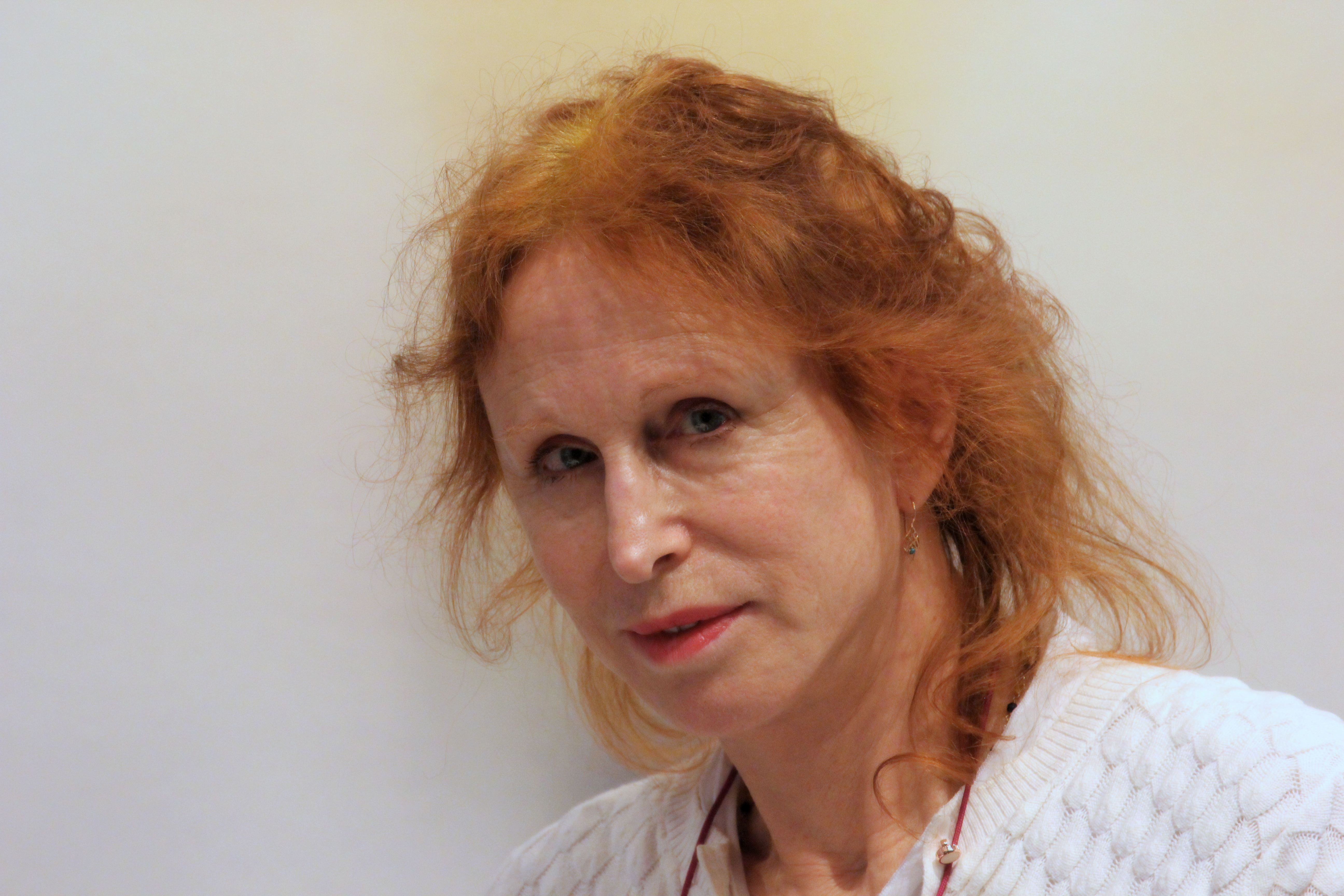
Margriet de Moor (* 1941)

- 1926: William Wakefield Baum, US-amerikanischer Geistlicher, Erzbischof von Washington, Kardinal
- 1926: Josef Rut, tschechischer Komponist, Geiger und Musikwissenschaftler
- 1927: Tamara Nossowa, sowjetische bzw. russische Schauspielerin
- 1927: Theodor Puff, deutscher Fußballspieler
- 1927: Barbara Rütting, deutsche Schauspielerin, Autorin und Politikerin, MdL
- 1928: Gustav Bubník, tschechoslowakischer Eishockeyspieler und -trainer, Olympiamedaillengewinner, Weltmeister
- 1928: Pierre Dumay, französischer Autorennfahrer
- 1929: Billy Barton, US-amerikanischer Country- und Rockabilly-Musiker
- 1929: Peter Brüning, deutscher Maler und Bildhauer
- 1929: Marilyn French, US-amerikanische Schriftstellerin und Literaturwissenschaftlerin
- 1929: Horst Meier, deutscher Feuerwehrmann, Leiter der Ost-Berliner Feuerwehr
- 1929: Violeta Stephen, dominikanische Sängerin
- 1929: Niall Tóibín, irischer Komödiant und Schauspieler
- 1930: Arthur Bialas, deutscher Fußballspieler und -trainer
- 1930: Bryn Meredith, walisischer Rugbyspieler
- 1931: Lewis Binford, US-amerikanischer Archäologe
- 1931: Stanley Kalms, Baron Kalms, britischer Politiker und Geschäftsmann
- 1931: Malcolm Williamson, australischer Komponist
- 1932: Pelle Gudmundsen-Holmgreen, dänischer Komponist
- 1932: Heinrich Lummer, deutscher Politiker, MdA, Senator, MdB
- 1933: Henry Warren Hartsfield, US-amerikanischer Astronaut
- 1933: Jean Shepard, US-amerikanische Country-Sängerin
- 1934: Laurence Luckinbill, US-amerikanischer Schauspieler
- 1936: James DePreist, US-amerikanischer Dirigent und Musikpädagoge
- 1937: Monique Hakim, französische Mathematikerin
- 1937: Marlo Thomas, US-amerikanische Schauspielerin
- 1939: Etta Cameron, dänische Jazz-Sängerin
- 1939ː Margrit Kennedy, deutsche Architektin, Ökologin und Autorin
- 1940: Götz Adriani, deutscher Kunsthistoriker
- 1940: Alfred Beth, deutscher Verwaltungsjurist und Politiker, Landesminister, MdL
- 1940: Alberto Villalpando, bolivianischer Komponist
- 1941: Hans Hermann Henrix, deutscher Theologe und Autor
- 1941: Klaus Holländer, deutscher Brigadegeneral des Heeres der Bundeswehr
- 1941: Margriet de Moor, niederländische Schriftstellerin
- 1942: Afa Anoa’i, samoanisch-US-amerikanischer Wrestler und Wrestlingmanager
- 1942: Brigitte Blobel, deutsche Kinderbuchautorin und Journalistin
- 1942: Andrew Love, US-amerikanischer Musiker
- 1942: Milka Planinc, jugoslawische Ministerpräsidentin
- 1942: Heidemarie Wieczorek-Zeul, deutsche Politikerin, MdEP, MdB, Bundesministerin
- 1943: Jacques Laffite, französischer Formel-1-Rennfahrer
- 1943: Bernard Verdier, französischer Autorennfahrer und Politiker
- 1943: Wiktor Sidjak, sowjetischer Säbelfechter, Olympiasieger
- 1944: Harold Ramis, US-amerikanischer Schauspieler, Regisseur und Drehbuchautor

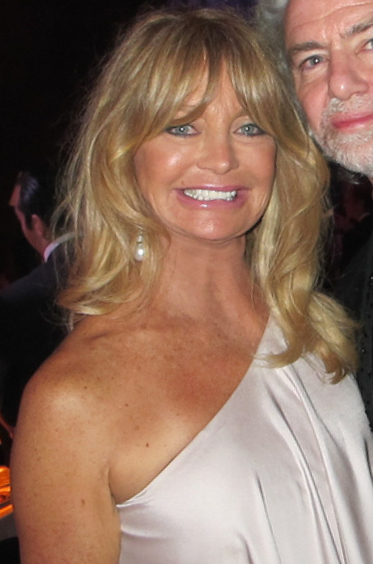
Goldie Hawn (* 1945)

- 1945: Goldie Hawn, US-amerikanische Schauspielerin
- 1945: Karl-Dieter Möller, deutscher Fernsehjournalist
- 1946: Heinz Bosl, deutscher Tänzer
- 1947: Klaus Esser, deutscher Manager
- 1947: Nickolas Grace, britischer Schauspieler
- 1948: Werner Lorant, deutscher Fußballspieler und -trainer
- 1948: Alphonse Mouzon, US-amerikanischer Jazz-Schlagzeuger, Komponist und Produzent
- 1949: Rainer Brüninghaus, deutscher Jazzpianist
- 1949: Anatolij Kuksow, ukrainischer Fußballspieler und -trainer
- 1949: Joachim Moritz, deutscher Jurist, Richter am Bundesfinanzhof
- 1950: Alberto Juantorena, kubanischer Leichtathlet, Olympiasieger
- 1950: Yoshihisa Yamamoto, japanischer Physiker, Ingenieur und Hochschullehrer

#### 1951–1975
- 1951: Thomas Roth, deutscher Journalist
- 1952: Corny Littmann, deutscher Theatermacher, Schauspieler, Regisseur und LGBT-Aktivist
- 1952: Lorna Luft, US-amerikanische Sängerin und Schauspielerin
- 1953: René Weller, deutscher Boxer
- 1954: Karlheinz Schweitzer, deutscher Schriftsteller, Fotokünstler und literarischer Übersetzer
- 1955: Gudrun Gabriel, österreichische Schauspielerin
- 1955: Dora María Téllez, nicaraguanische Guerilla-Kämpferin
- 1956: Cherry Jones, US-amerikanische Schauspielerin
- 1956: Alfredo Tena Garduño, mexikanischer Fußballspieler
- 1957: Kōzō Tashima, japanischer Fußballspieler
- 1958: David Reivers, US-amerikanischer Schauspieler
- 1959: Orlando Maldonado, puerto-ricanischer Boxer, Weltmeister
- 1960: Rudolf Anschober, österreichischer Politiker, LAbg, Landesrat, Bundesminister
- 1960: Algirdas Astrauskas, litauischer Ökonom und Politiker
- 1960: Tomma Galonska, deutsche Schauspielerin, Regisseurin, Performancekünstlerin
- 1960: Silvan-Pierre Leirich, deutscher Schauspieler
- 1960: Brian McNamara, US-amerikanischer Schauspieler
- 1960: Markus Notter, Schweizer Politiker
- 1961: Takami Akai, japanischer Illustrator, Character Designer und Spieleschöpfer
- 1961: Martin Andermatt, Schweizer Fußballspieler und -trainer
- 1961: Eduard Heindl, deutscher Wissenschaftler und Unternehmer
- 1961: Maria Kawamura, japanische Synchronsprecherin
- 1962: Sabine Busch, deutsche Leichtathletin, Olympiamedaillengewinnerin
- 1963: Christian Amsler, Schweizer Politiker, Regierungsrat
- 1963: Peter Bosz, niederländischer Fußballspieler und -trainer
- 1963: Dave Molyneux, britischer Motorradrennfahrer und -konstrukteur
- 1963: Nicollette Sheridan, US-amerikanische Schauspielerin
- 1964: Yvette Clarke, US-amerikanische Politikerin, Mitglied des Repräsentantenhauses
- 1964: Fernando Lopes, angolanischer Schwimmer
- 1964: Andreas Pittler, österreichischer Autor
- 1965: Björk, isländische Musikerin
- 1965: Alexander Siddig, sudanesisch-britischer Schauspieler
- 1966: Troy Aikman, US-amerikanischer American-Football-Spieler
- 1966: José Charbonneau, kanadischer Eishockeyspieler
- 1966: Anne Weber, deutsche Schauspielerin
- 1967: Ulrike Auhagen, deutsche Altphilologin
- 1967: Toshihiko Koga, japanischer Judoka

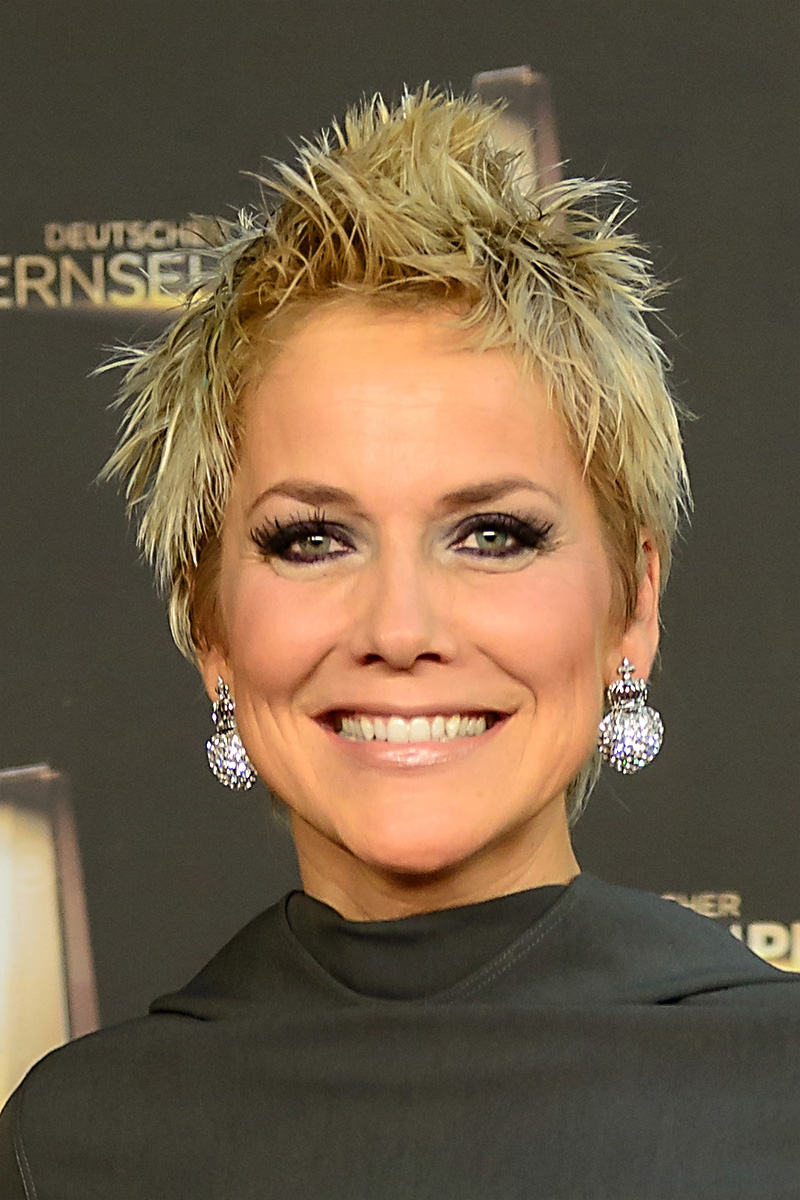
Inka Bause (* 1968)

- 1968: Inka Bause, deutsche Schlagersängerin
- 1968: Katsutomo Kaneishi, japanischer Automobilrennfahrer
- 1969: Guido Acklin, Schweizer Bobfahrer
- 1969: Ken Griffey junior, US-amerikanischer Baseballspieler
- 1969: Olivia Jones, deutsche Drag-Queen
- 1970: Dante Washington, US-amerikanischer Fußballspieler und -kommentator
- 1970: Alma Zack, israelische Schauspielerin und Komikerin
- 1971: Michael Strahan, US-amerikanischer American-Football-Spieler
- 1972: Franziska Heinz, deutsche Handballspielerin und -trainerin, Weltmeisterin
- 1972: Oliver Otto, deutscher Fußballspieler
- 1972: Eyal Ran, israelischer Tennisspieler
- 1972: Thomas Schleicher, österreichischer Judoka
- 1973: Cristina Zavalloni, italienische Sängerin und Komponistin
- 1975: Florian Ambrosius, deutscher Fernsehmoderator

#### 1976–2000
- 1976: Martin Meichelbeck, deutscher Fußballspieler
- 1977: Annie, norwegische Sängerin
- 1977: Tobias Sammet, deutscher Sänger (Edguy)
- 1977: Nieng Yan, chinesische Strukturbiologin und Molekularbiologin
- 1978: David Ameln, deutscher Opernsänger (Tenor, Tenorbuffo)
- 1978: Frank Franz, deutscher Politiker, Bundesvorsitzender der Partei Die Heimat (früher NPD)
- 1979: Vincenzo Iaquinta, italienischer Fußballspieler
- 1979: Marija Sidorowa, russische Handballspielerin
- 1980: Anđelko Đuričić, serbischer Fußballspieler
- 1980: Leonardo González, costa-ricanischer Fußballspieler
- 1981: Jonny Magallón, mexikanischer Fußballspieler
- 1983: Daniela Iraschko, österreichische Fußballspielerin und Skispringerin
- 1984: Álvaro Bautista, spanischer Motorradrennfahrer

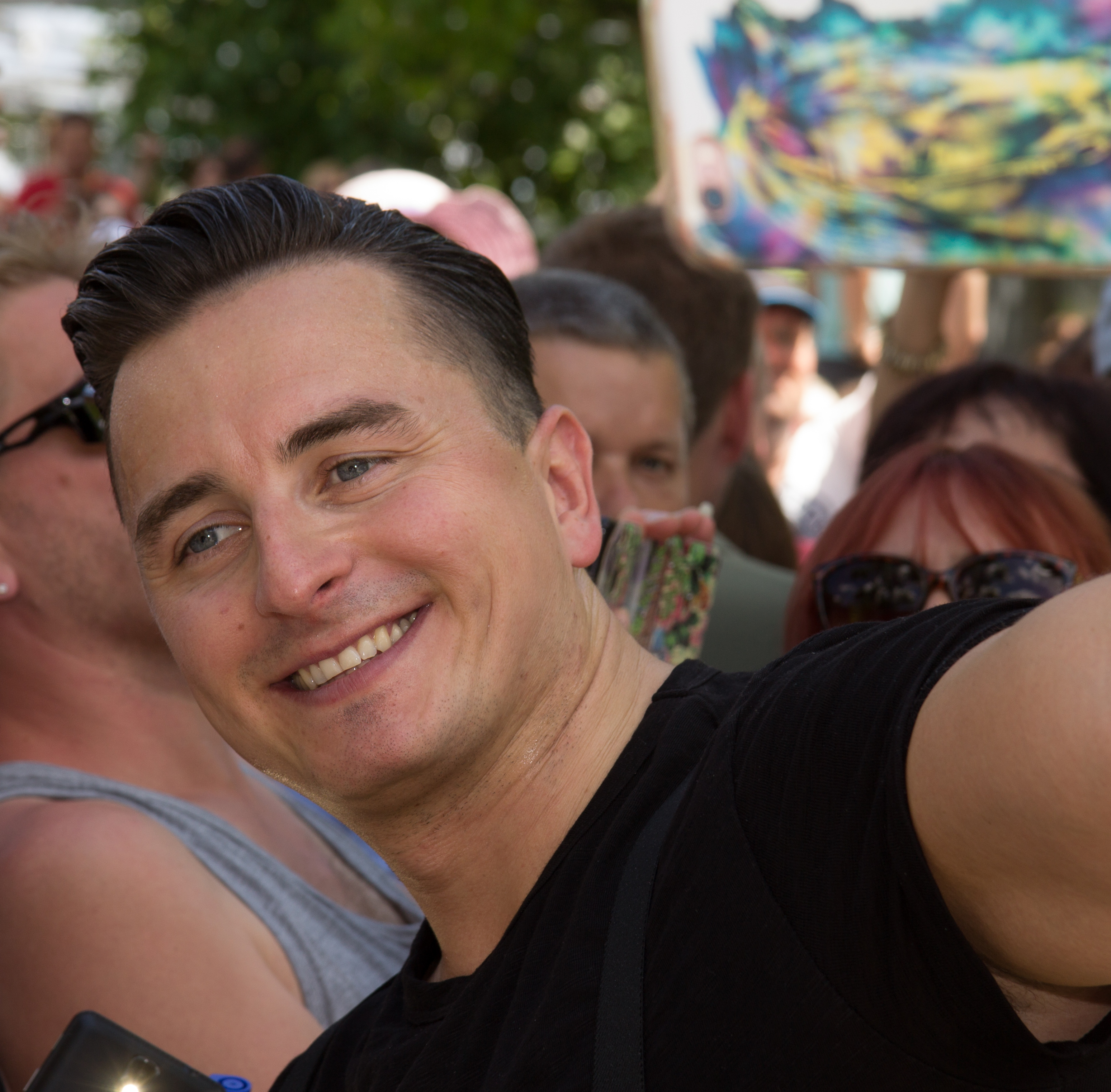
Andreas Gabalier (* 1984)

- 1984: Andreas Gabalier, österreichischer Sänger
- 1984: Tobias Mahncke, deutscher Handballspieler
- 1984: Jena Malone, US-amerikanische Filmschauspielerin
- 1985: Michael Hamlin, US-amerikanischer American-Football-Spieler

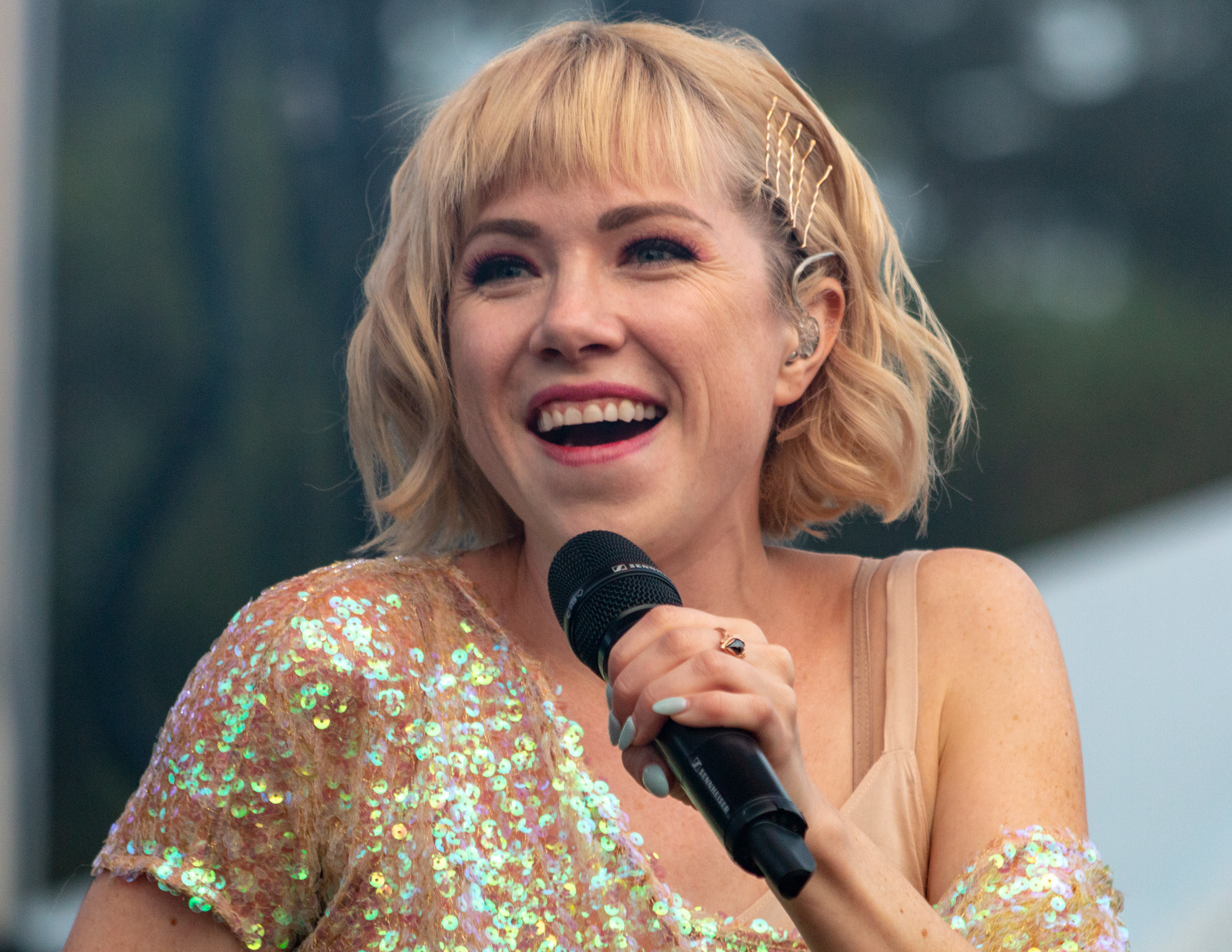
Carly Rae Jepsen (* 1985)

- 1985: Carly Rae Jepsen, kanadische Sängerin
- 1985: Nadine Müller, deutsche Leichtathletin
- 1986: Johannes van den Bergh, deutscher Fußballspieler
- 1986: Kristof Goddaert, belgischer Radrennfahrer
- 1987: Stefan Glarner, Schweizer Fußballspieler
- 1987: Anju Jason, marshallischer Taekwondoin

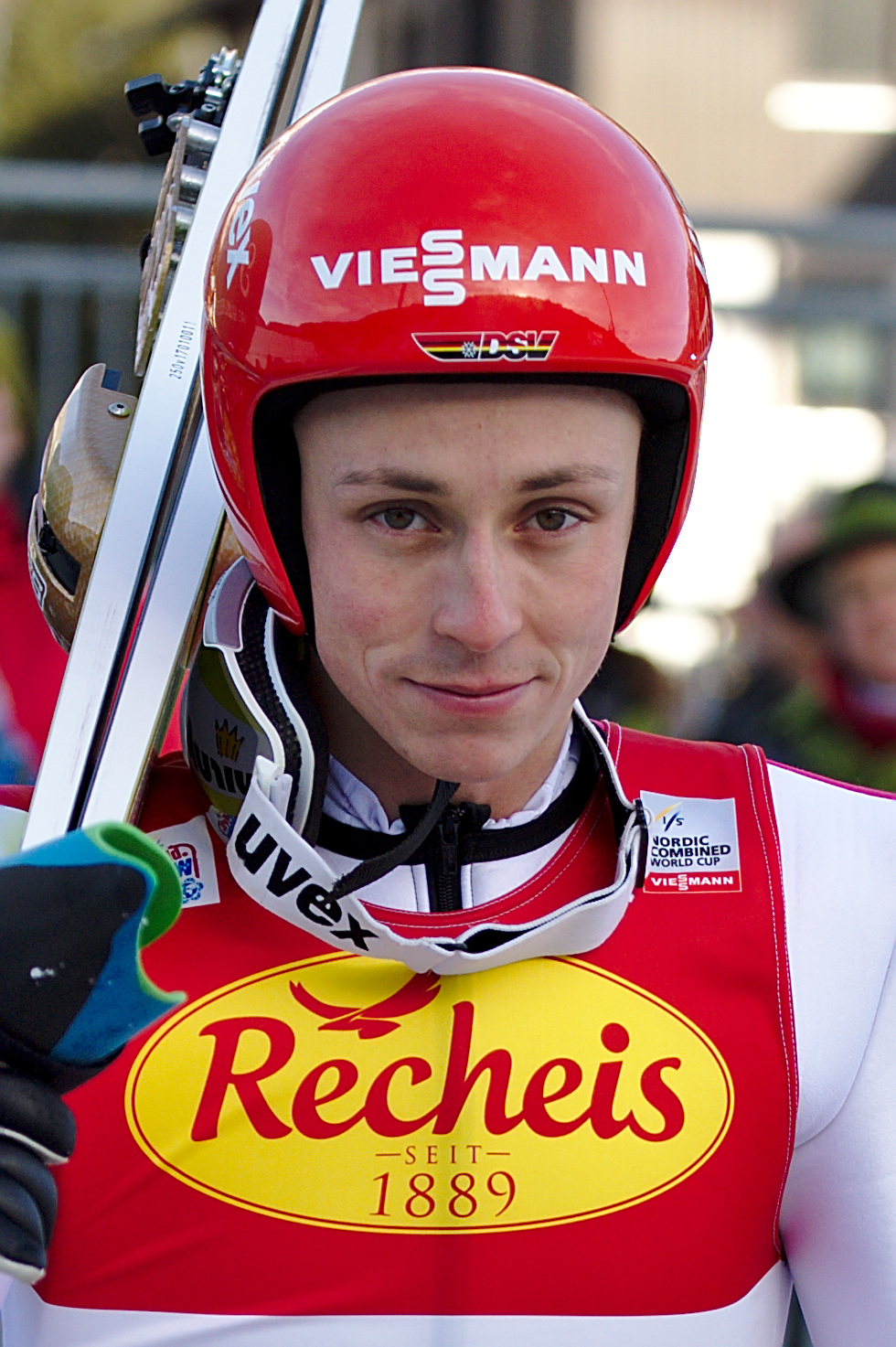
Eric Frenzel (* 1988)

- 1987: Lee Smith, US-amerikanischer American-Football-Spieler
- 1988: Eric Frenzel, deutscher Nordischer Kombinierer
- 1988: Larry Sanders, US-amerikanischer Basketballspieler
- 1988: Preston Zimmerman, US-amerikanischer Fußballspieler
- 1989: Gernot Auer, österreichischer Straßenradrennfahrer
- 1989: Fabian Delph, englischer Fußballspieler
- 1989: Antoine Roussel, französischer Eishockeyspieler
- 1990: Andre Blake, jamaikanischer Fußballspieler
- 1990: Simon Makienok, dänischer Fußballspieler
- 1990: Emmanuel Mayuka, sambischer Fußballspieler
- 1990: Ilie Sánchez, spanischer Fußballspieler
- 1991: Diego Demme, deutscher Fußballspieler
- 1991: Marius Fartum, norwegischer Badmintonspieler
- 1991: Dejan Jakovljevic, bosnisch-herzegowinischer Fußballspieler
- 1992: Conor Maynard, britischer Popsänger
- 1994: Saúl Ñíguez, spanischer Fußballspieler
- 1996: Gina Lückenkemper, deutsche Leichtathletin
- 1996: Billy Major, britischer Skirennläufer
- 1996: Maximilian Rolka, polnisch-deutscher Handballspieler
- 1998: Colleen Furgeson, marshallische Schwimmerin
- 1999: Nina Lührßen, deutsche Fußballspielerin
- 1999: Chu Yuanmeng, chinesische Biathletin
- 2000: Junior Dina Ebimbe, französisch-kamerunischer Fußballspieler
- 2000: Matt O’Riley, englisch-dänischer Fußballspieler
- 2000: Dārta Zunte, lettische Skeletonfahrerin

### 21. Jahrhundert

#### 2001–2025
- 2003: Giulio Pellizzari, italienischer Radrennfahrer

## Gestorben

### Vor dem 16. Jahrhundert
- 0874: Ratold, Bischof von Straßburg
- 1011: Reizei, Kaiser von Japan
- 1062: al-Qudai, muslimischer Rechtsgelehrter, Diplomat und Chronist
- 1099: Hermann III. von Hochstaden, Erzbischof von Köln, Erzkanzler
- 1136: Wilhelm von Corbeil, Erzbischof von Canterbury
- 1150: García IV., König von Navarra
- 1161: Wilhelm III., Graf von Nevers
- 1221: Alix von Thouars, Herzogin von Bretagne
- 1291: Simon von Schöneck, Bischof von Worms
- 1325: Juri I. Daniilowitsch, Fürst von Moskau und Großfürst von Wladimir
- 1361: Philipp I., Herzog von Burgund
- 1376: Pierre de La Jugie, Erzbischof von Saragossa, Narbonne und Rouen, Kardinal
- 1458: Andrieu d’Humières, burgundischer Adeliger und Militär

### 16. bis 18. Jahrhundert

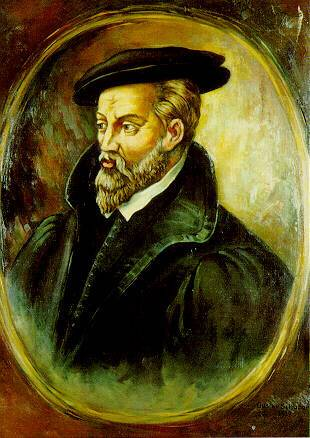
Georgius Agricola († 1555)

- 1506: Engelbert von Kleve, deutscher Adliger, Graf von Nevers, Étampes und Eu
- 1517: Sikandar Lodi, Sultan von Delhi
- 1523: Hans Frey, deutscher Lautenbauer und Komponist, Harfenschläger und Rotschmied
- 1537: Giovanni Piccolomini, italienischer Geistlicher, Erzbischof von Siena, Bischof von Sitten, Kardinalbischof von Albano, Palestrina, Porto e Santa Rufina und Ostia, Kardinal
- 1549: Ebba Eriksdotter Wasa, schwedische Adelige, Schwiegermutter des schwedischen Königs Gustav I. Wasa
- 1555: Georgius Agricola, deutscher Universalgelehrter, „Vater der Mineralogie“
- 1557: Lorenz Heidenreich, deutscher lutherischer Theologe
- 1566: Annibale Caro, italienischer Dichter
- 1579: Thomas Gresham, englischer Kaufmann und Finanzagent
- 1582: Diego von Österreich, Fürst von Asturien
- 1604: Hercule, Herr von Monaco
- 1610: Christoph Jelin, deutscher Bildhauer
- 1619: Hieronymus Wierix, südflämischer Kupferstecher
- 1626: Anna Maria von Hessen-Kassel, Gräfin von Nassau-Saarbrücken
- 1641: Johann Kaspar von Stadion, Hochmeister des Deutschen Ordens
- 1649: Jaroslav Borsita von Martinic, böhmischer Adliger und königlicher Statthalter
- 1652: Johannes Broscius, polnischer Mathematiker
- 1661: Alonso Peres de Vivero y Menchaca, spanischer General, Politiker und Diplomat
- 1668: Adolf Wilhelm, Herzog von Sachsen-Eisenach
- 1670: Wilhelm VII., Landgraf von Hessen-Kassel
- 1671: Michael Wendler, deutscher Moralphilosoph und lutherischer Theologe
- 1675: Georg Wilhelm I. von Liegnitz-Brieg-Wohlau, Herzog von Liegnitz, Brieg und Wohlau, letzter legitimer männlicher Nachkomme der schlesischen Piasten
- 1684: Cornelius Van Steenwyk, niederländischer Kolonialbeamter, Bürgermeister von New York City
- 1695: Henry Purcell, englischer Komponist
- 1710: Bernardo Pasquini, italienischer Cembalist und Komponist
- 1721: Christian Romstet, sächsischer Zeichner und Kupferstecher
- 1730: François de Troy, französischer Maler und Graveur
- 1733: Louis de Boullogne, französischer Maler des Barock
- 1734: Alexis Simon Belle, französischer Maler
- 1743: Ernst Gotthold Struve, deutscher Mediziner
- 1749: Johann Berenberg, deutscher Kaufmann und Genealoge
- 1756: Francesco Saverio Quadrio, italienischer Priester, Historiker und Schriftsteller
- 1757: Johann Konrad Brandenstein, deutscher Orgelbauer
- 1771: Joaquín de Montserrat, spanischer Offizier und Kolonialverwalter, Vizekönig von Neuspanien
- 1775: John Hill, englischer Apotheker
- 1781: Jean-Frédéric Phélypeaux de Maurepas, französischer Staatsmann, Berater Königs Ludwig XVI., Staatsminister
- 1782: Jacques de Vaucanson, französischer Ingenieur und Erfinder
- 1785: Heinrich Otto von Borries, deutscher Jurist
- 1790: Karol Stanisław Radziwiłł, Woiwode von Wilna und Starost von Lemberg
- 1793: Joseph Götsch, Tiroler Bildhauer, Vertreter des bayrischen Rokoko
- 1796: Angelo Soliman, afrikanischer Kammerdiener, Prinzenerzieher von Erbprinz Alois I. von Liechtenstein

### 19. Jahrhundert

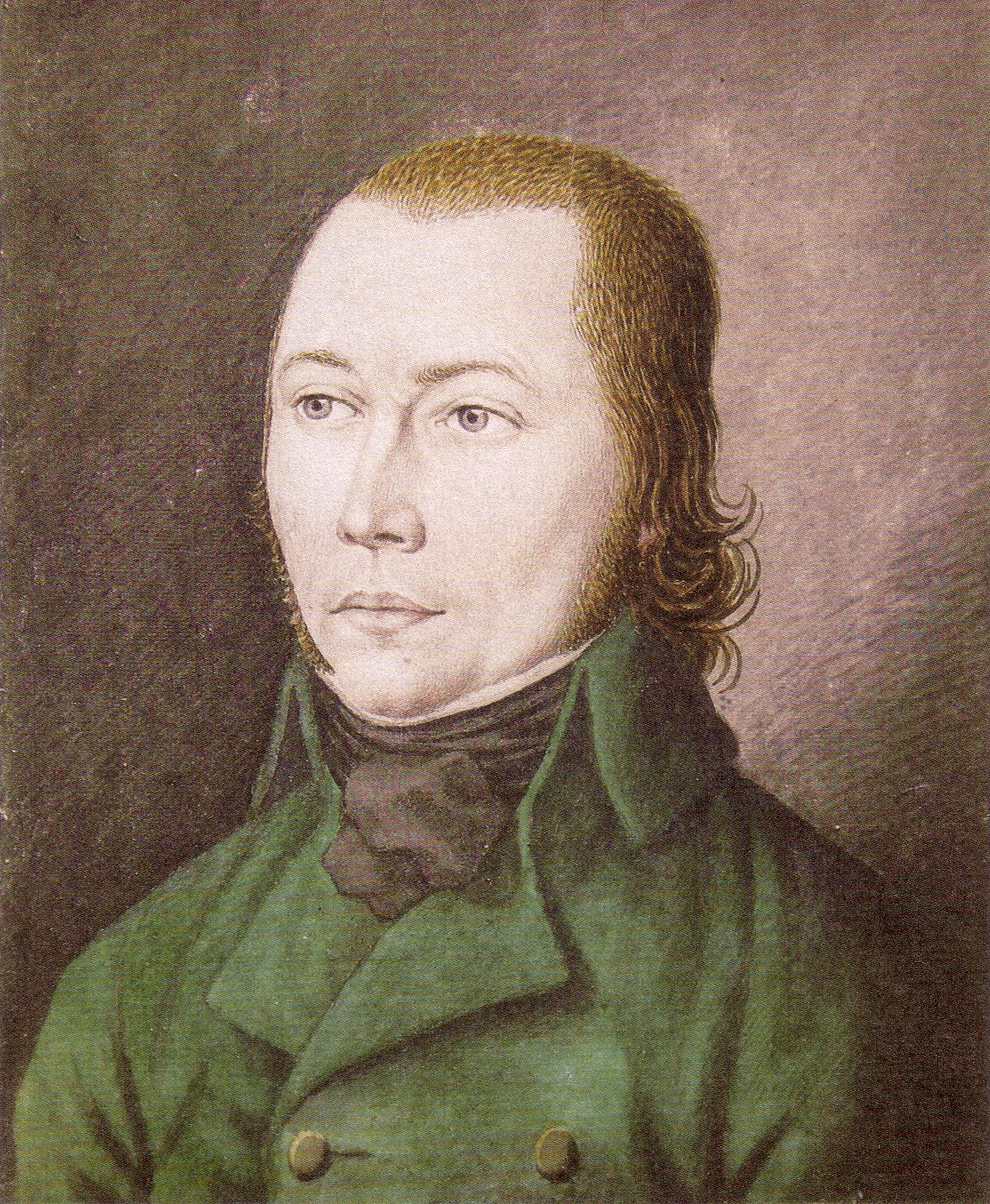
Johannes Bückler († 1803)
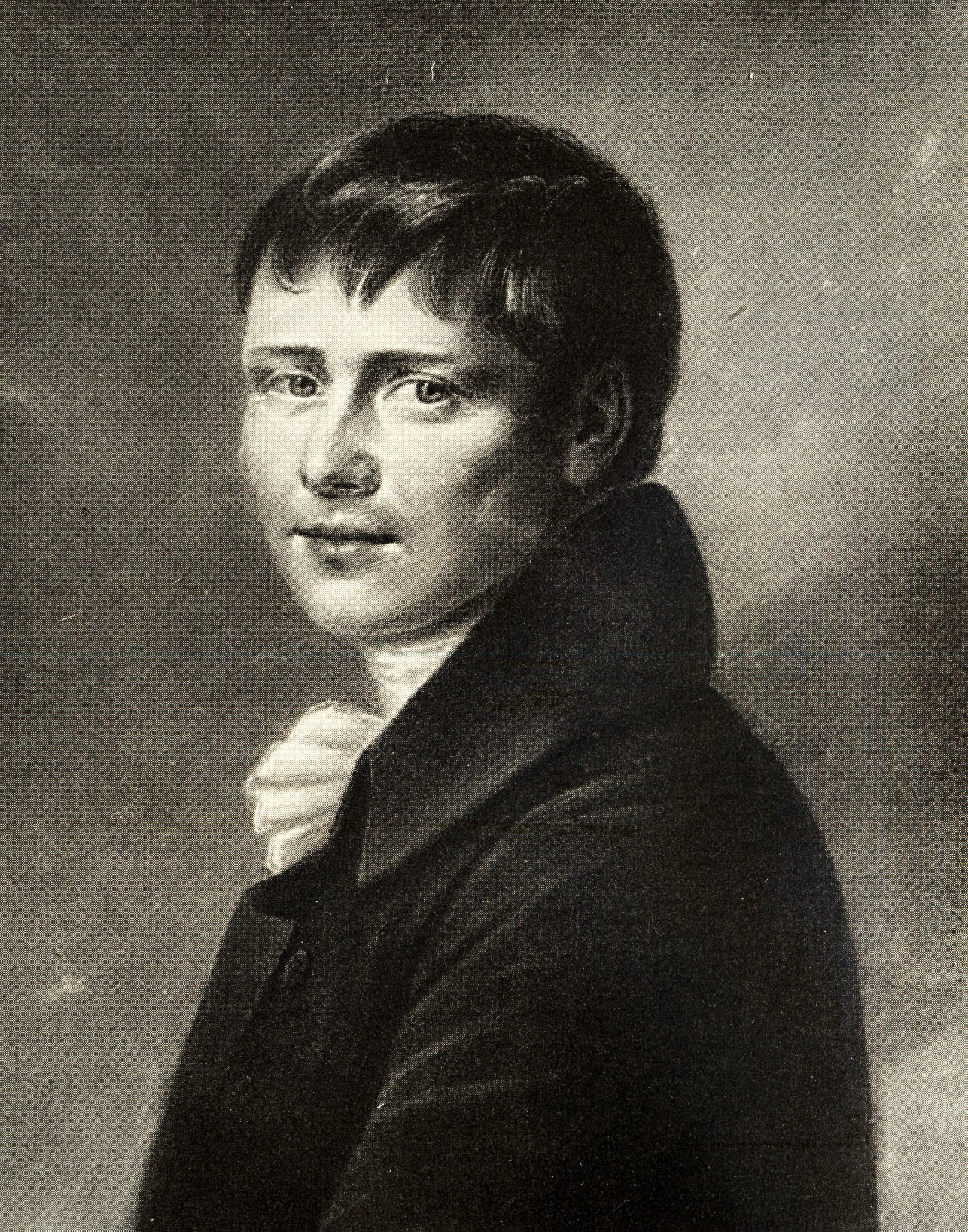
Heinrich von Kleist († 1811)
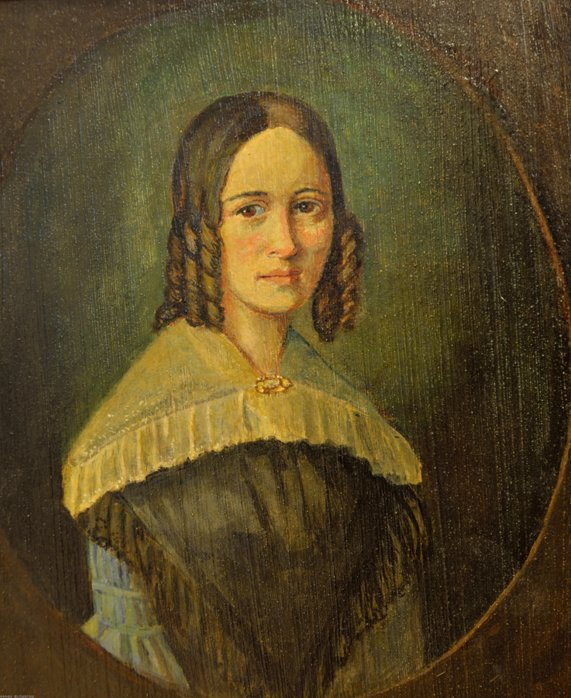
Marie Hassenpflug († 1856)

- 1803: Johannes Bückler, deutscher Räuberhauptmann („Schinderhannes“)
- 1811: Heinrich von Kleist, deutscher Dramatiker, Erzähler, Lyriker und Publizist
- 1811: Henriette Vogel, Freundin Heinrich von Kleists
- 1814: Gabriel Gervais Chardin, französischer Maler
- 1817: Christian Friedrich von Arnstedt, deutscher Landrat und Gutsbesitzer
- 1819: Wilhelm Aschenberg, deutscher Pfarrer
- 1821: Jonas Rein, norwegischer Dichter
- 1830: Károly Kisfaludy, ungarischer Dramatiker und Maler
- 1835: Hanaoka Seishū, japanischer Chirurg
- 1839: Nikolaus von Flüe, Schweizer Offizier und Politiker
- 1841: Nicolas Clément, französischer Chemiker und Physiker
- 1844: Philipp Emanuel von Fellenberg, Schweizer Pädagoge und Landwirt
- 1844: Iwan Andrejewitsch Krylow, russischer Fabeldichter
- 1846: Johann Babor, Benediktiner und Hochschullehrer
- 1849: François-Marius Granet, französischer Maler
- 1851: Johann Friedrich Christian Werneburg, deutscher Mathematiker und Physiker
- 1852: Ludwig Gustav von Thile, preußischer General, Chef des Militärkabinetts
- 1853: Karl Gustav Fiedler, deutscher Montanwissenschaftler und Mineraloge
- 1856: Marie Hassenpflug, deutsche Märchenerzählerin
- 1858: Eduard von Höpfner, preußischer Generalmajor, Militärschriftsteller und Direktor der Allgemeinen Kriegsschule
- 1859: Antonio Arcioni, Schweizer Offizier
- 1859: Yoshida Shōin, japanischer Intellektueller und Revolutionär

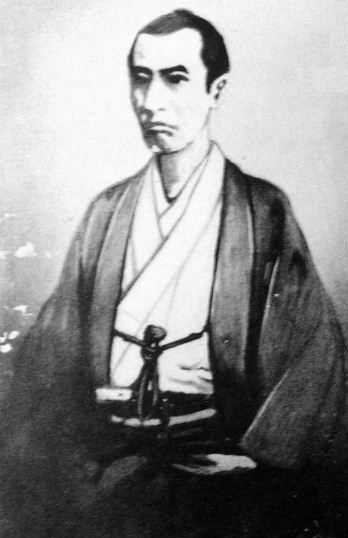
Yoshida Shōin († 1859)
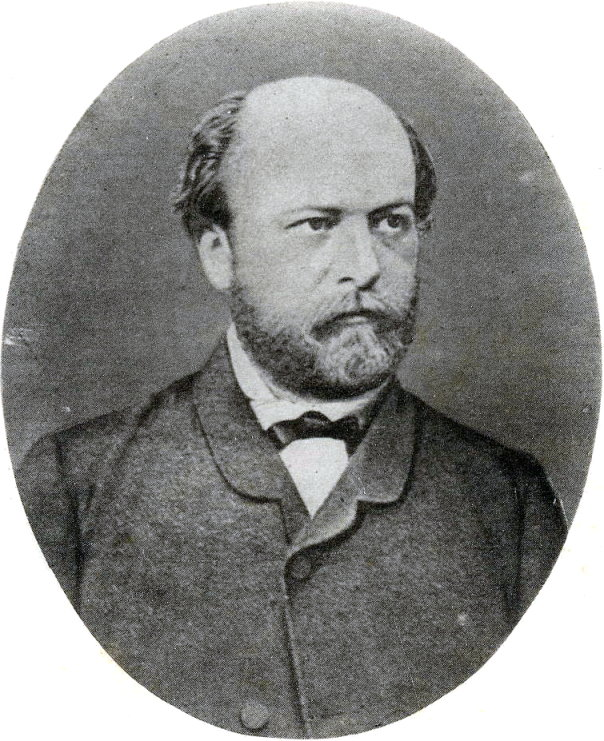
Friedrich Albert Lange († 1875)
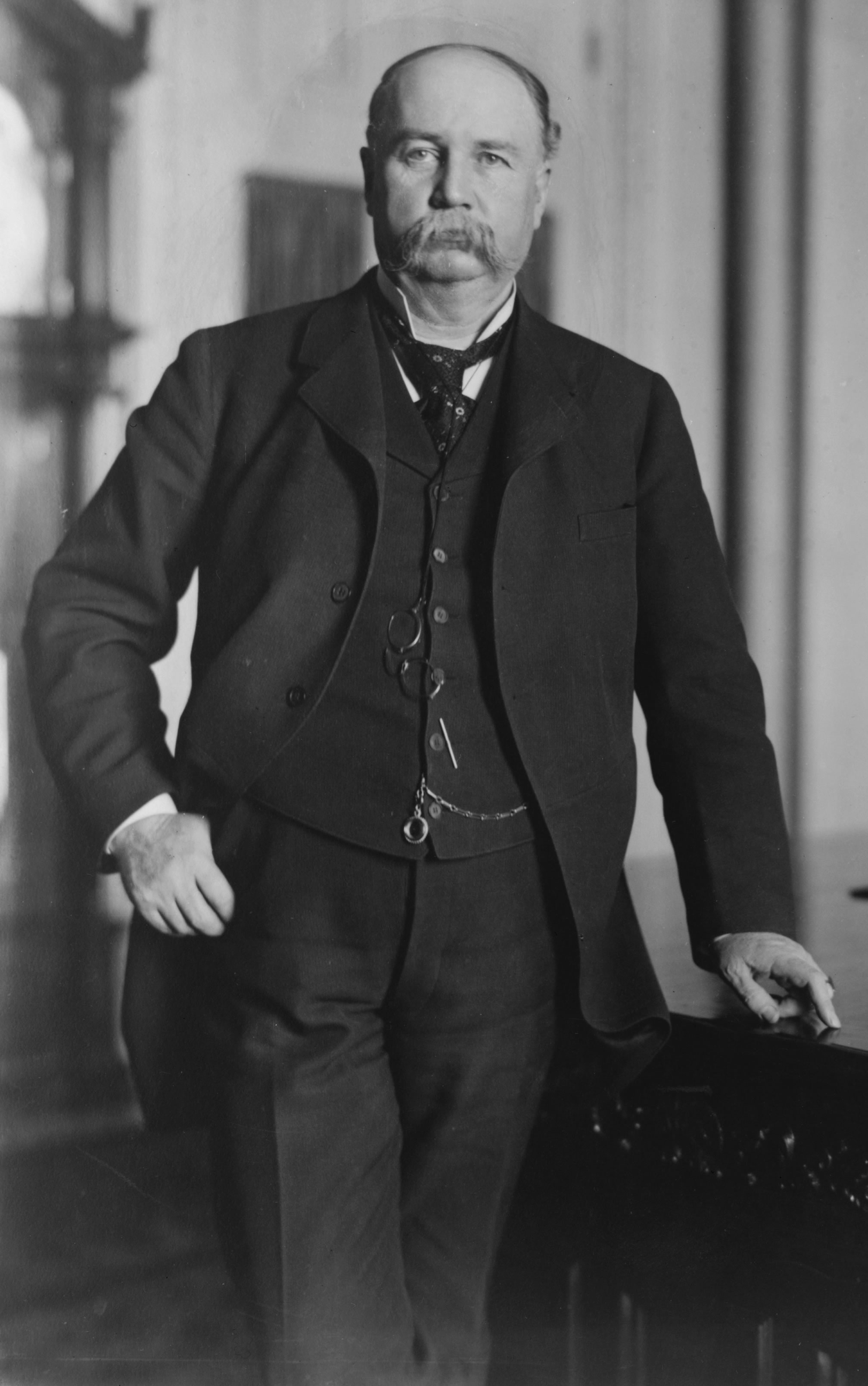
Garret Hobart († 1899)

- 1860: Georg Wilhelm, Graf von Schaumburg-Lippe
- 1861: Johannes Horkel, deutscher Philologe und Schulleiter
- 1861: Jean Baptiste Henri Lacordaire, französischer Dominikaner
- 1863: Joseph Mayseder, österreichischer Geiger und Komponist
- 1870: Karel Jaromír Erben, tschechischer Dichter und Historiker
- 1871: Johann Florian Heller, österreichischer Arzt und Chemiker
- 1872: Torgeir Augundsson, norwegischer Komponist
- 1874: Marià Fortuny, spanischer Maler
- 1875: Friedrich Albert Lange, deutscher Philosoph (Neukantianer), Pädagoge, Ökonom und Sozialist
- 1876: Vinzenz Jakob von Zuccalmaglio, deutscher Schriftsteller und Dichter
- 1881: Ami Boué, deutsch-österreichischer Geologe und Mediziner
- 1882: Georgiana Archer, schottische Lehrerin
- 1883: Achatius von Auerswald, deutscher Richter und Verwaltungsjurist, MdR
- 1886: Charles Francis Adams, Senior, US-amerikanischer Jurist, Diplomat und Politiker, Mitglied des Repräsentantenhauses
- 1886: Johannes Scherr, deutscher Kulturhistoriker
- 1887: Juan Carlos de Borbón, carlistischer Thronprätendent in Spanien und Frankreich, Chef des Hauses Bourbon
- 1888: Elias Erkko, finnischer Schriftsteller
- 1889: Eduard Pötzsch, deutscher Architekt und Wegbereiter der Bahnhofsarchitektur
- 1892ː Moritz Eichberg, deutscher, jüdischer Pädagoge und Chasan
- 1894: William Wirt Allen, US-amerikanischer Brigadegeneral der Konföderierten im Sezessionskrieg
- 1895: Alfred Noack, deutsch-italienischer Fotograf
- 1899: Garret Hobart, US-amerikanischer Politiker, Vizepräsident

### 20. Jahrhundert

#### 1901 bis 1950
- 1901: Adolf Brecher, deutscher Pädagoge und Historiker
- 1909: Peder Severin Krøyer, norwegisch-dänischer Maler
- 1913: Francesco Acri, italienischer Philosoph und Philosophiehistoriker

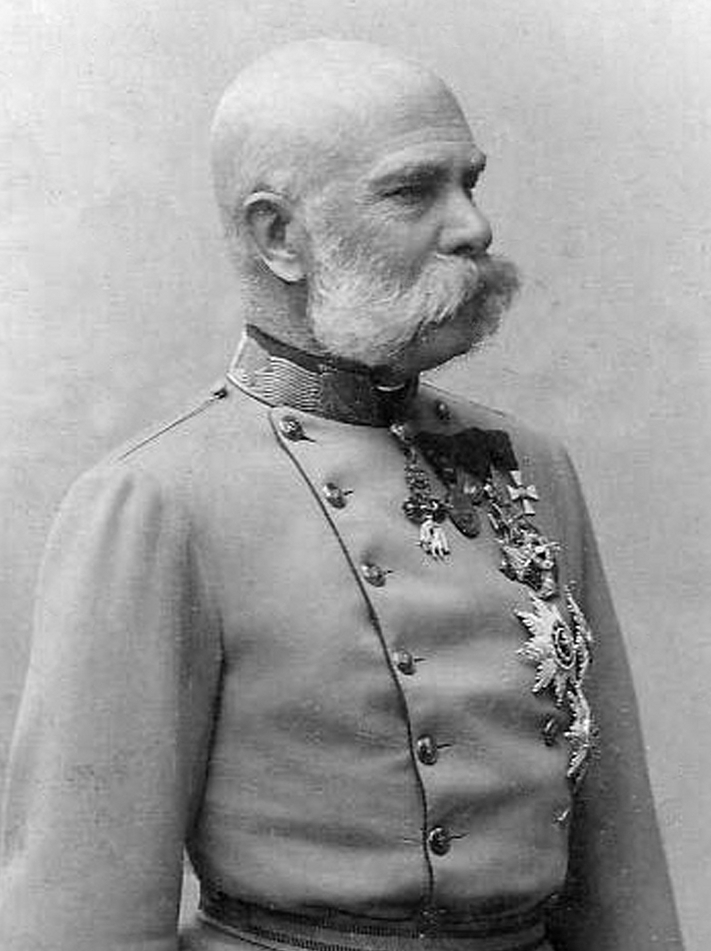
Franz Joseph I. († 1916)

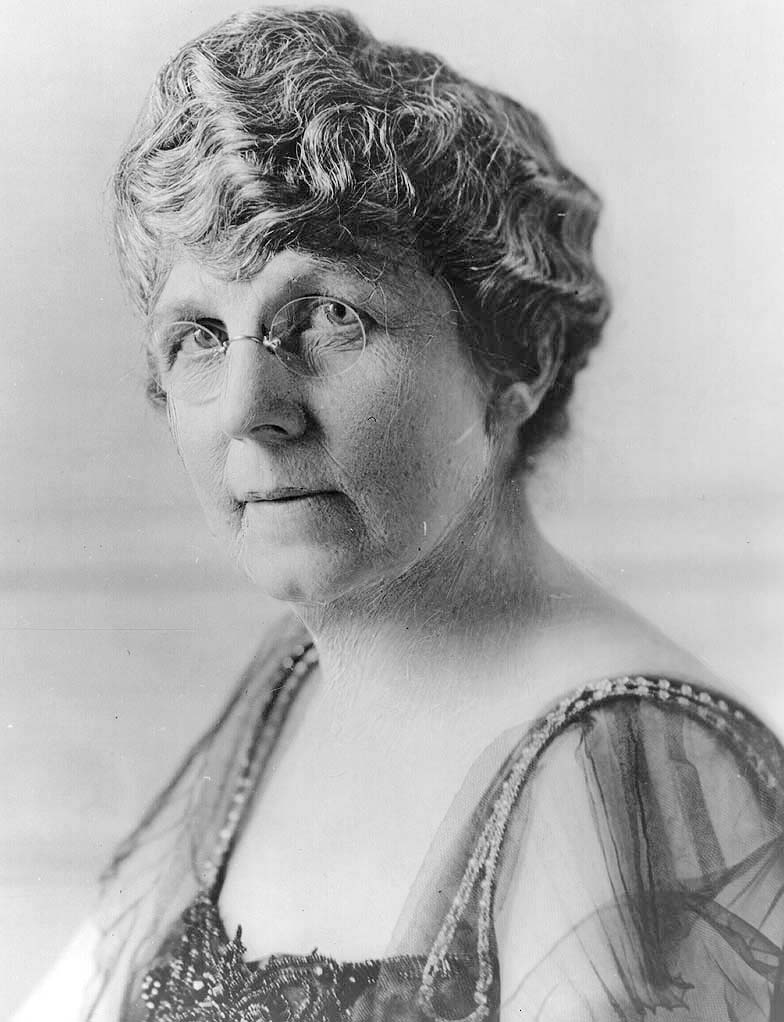
Florence Kling Harding († 1924)

- 1916: Franz Joseph I., Kaiser von Österreich und König von Ungarn
- 1924: Florence Harding, US-amerikanische First Lady
- 1924: Alois Riehl, österreichischer Philosoph
- 1925ː Emmy Stradal, österreichische Politikerin
- 1926: Edward Cummins, US-amerikanischer Golfer
- 1927: Laurits Tuxen, dänischer Künstler
- 1928: Heinrich XXVII., deutscher Adliger und Offizier, letzter reußischer Fürst
- 1928: Hermann Sudermann, deutscher Dramatiker
- 1930: Simon Angerpointner, deutscher Politiker, MdR
- 1930: Pierre Maillon, französischer Autorennfahrer
- 1937: Henri Cain, französischer Librettist und Maler
- 1938: Leopold Godowsky, polnisch-US-amerikanischer Pianist und Komponist
- 1941: Basilio Khouri, syrischer Geistlicher, Erzbischof von Homs, Titularerzbischof von Sergiopolis
- 1942: Leopold Graf Berchtold, österreichisch-ungarischer Diplomat und Politiker, Minister
- 1942: Barry Hertzog, südafrikanischer General und Politiker, Premierminister
- 1942ː Mathilde Hofer, Österreicherin, Ehefrau von Karl Hofer, Opfer der Shoa
- 1943: Ernst zu Reventlow, deutscher Marineoffizier, Schriftsteller, Journalist und Politiker, MdR
- 1944: Adolf Jäger, deutscher Fußballspieler
- 1945: Robert Benchley, US-amerikanischer Humorist, Theaterkritiker und Schauspieler

#### 1951 bis 1975

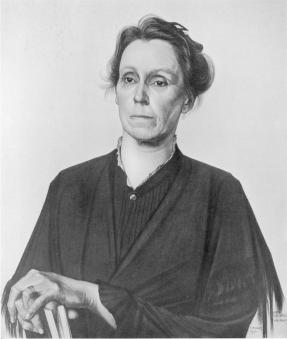
Henriëtte Roland Holst († 1952)

- 1952: Henriette Roland Holst, niederländische Lyrikerin und Politikerin
- 1953: Felice Bonetto, italienischer Automobilrennfahrer
- 1953: William Denney, US-amerikanischer Politiker, Gouverneur von Delaware
- 1954: William S. Beardsley, US-amerikanischer Politiker, Gouverneur von Iowa
- 1954: Werner Elert, deutscher evangelischer Theologe
- 1954: Karol Rathaus, polnischer Komponist
- 1956: Aizu Yaichi, japanischer Literaturwissenschaftler und Lyriker
- 1961: Ike Mahoney, US-amerikanischer American-Football-Spieler
- 1963: Artur Lemba, estnischer Komponist
- 1963: Otto Matzerath, deutscher Dirigent
- 1965: Naoum Blinder, russisch-amerikanischer Geiger und Musikpädagoge
- 1968: Laureano Guevara, chilenischer Maler
- 1969: Lia Angeleri, italienische Schauspielerin
- 1969: Edward Mutesa, König von Buganda und Präsident von Uganda
- 1970: C. V. Raman, indischer Physiker, Nobelpreisträger
- 1971: Charlotte Kramm, deutsche Schauspielerin
- 1972: Karel Hába, tschechischer Komponist
- 1973: Thomas Pelly, US-amerikanischer Politiker, Mitglied des Repräsentantenhauses
- 1974: Louis Bailly, kanadischer Violinist und Musikpädagoge
- 1974: Marco Bontá, chilenischer Maler
- 1974: Frank Martin, Schweizer Komponist
- 1975: Richard Freudenberg, deutscher Unternehmer und Politiker, MdL, MdB
- 1975: Gunnar Gunnarsson, isländischer Schriftsteller

#### 1976 bis 2000
- 1977: Don Jean Colombani, französischer Kolonialbeamter und Diplomat
- 1977: Hartmut Gründler, deutscher Lehrer, Umweltschützer und Atomkraftgegner
- 1978: Willy Massoth, deutscher Politiker, MdB
- 1979: Maurizio Arena, italienischer Schauspieler
- 1981: Ejner Federspiel, dänischer Schauspieler
- 1981: Harry von Zell, US-amerikanischer Rundfunk- und Fernsehsprecher, Schauspieler und Sänger
- 1982: Lee Patrick, US-amerikanische Schauspielerin
- 1983: Glenn Kruspe, kanadischer Organist, Dirigent und Musikpädagoge
- 1986: Jerry Colonna, US-amerikanischer Schauspieler, Komiker und Musiker
- 1987: Dixie Boy Jordan, US-amerikanischer Country-Musiker

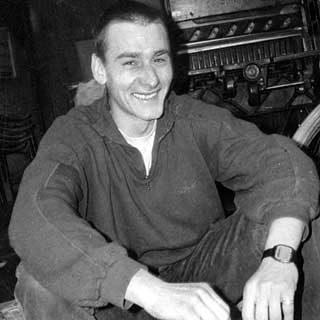
Silvio Meier († 1992)

- 1989: Heiko Fischer, deutscher Eiskunstläufer
- 1989: Will Glahé, deutscher Akkordeonist, Komponist und Dirigent
- 1991: Daniel Mann, US-amerikanischer Filmregisseur
- 1992: Severino Gazzelloni, italienischer Flötist
- 1992: Silvio Meier, deutscher links-alternativer Aktivist, Gewaltopfer
- 1994: Karlheinz Rudolph, deutscher Journalist und Fernsehmoderator

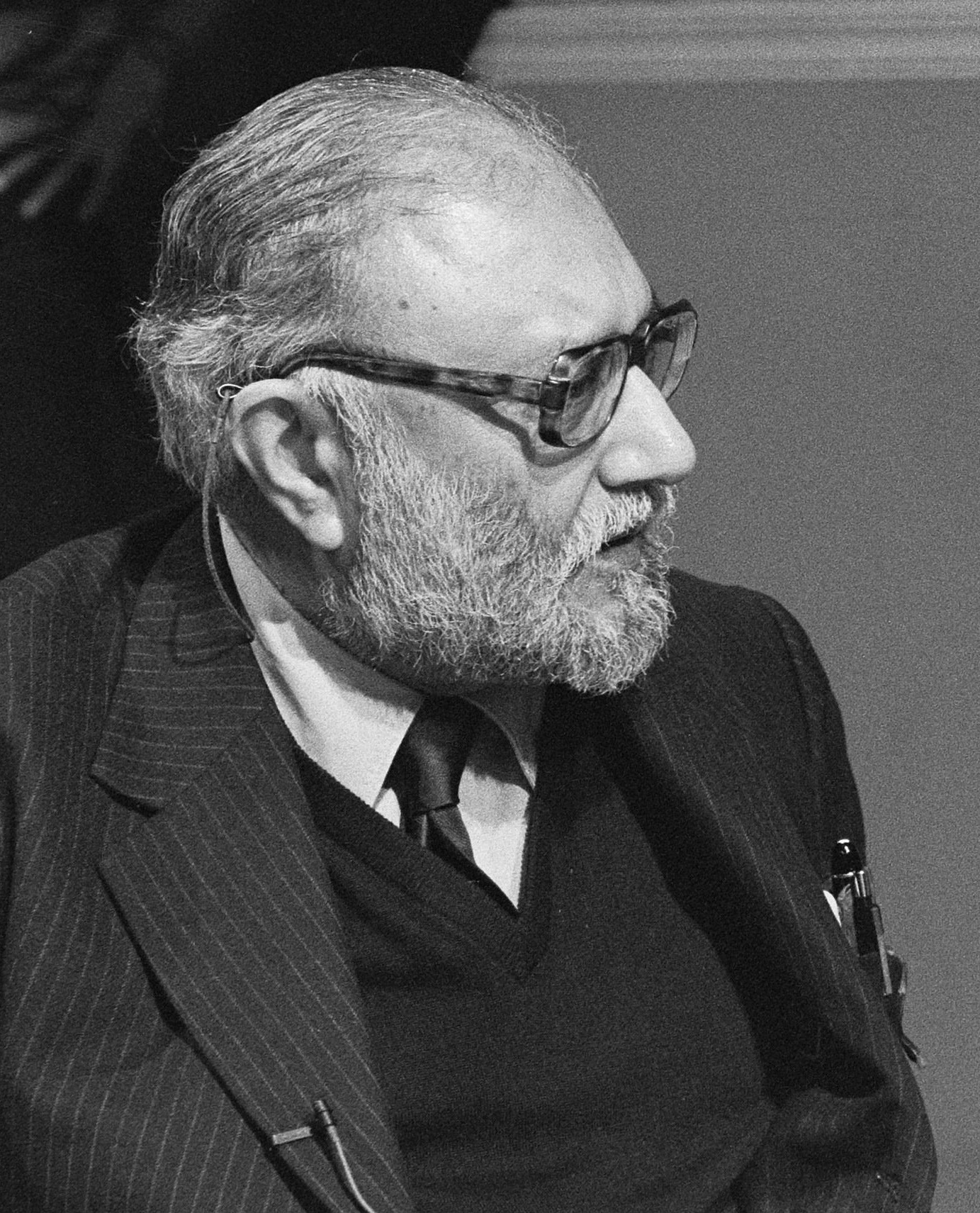
Abdus Salam († 1996)

- 1995: Günter Matthes, deutscher Journalist
- 1995: Leila Mourad, ägyptische Filmschauspielerin und Sängerin
- 1995: Sigrid Schneider, deutsche Politikerin, MdL
- 1996: Elmo Langley, US-amerikanischer Rennfahrer
- 1996: Abdus Salam, pakistanischer Physiker, erster muslimischer Nobelpreisträger
- 1997: Erna Raupach-Petersen, deutsche Volksschauspielerin
- 1997: Robert Simpson, englischer Komponist und Musikwissenschaftler
- 1998: Tadeusz Paciorkiewicz, polnischer Komponist und Musikpädagoge
- 1999: Serge Lang, französischer Sportjournalist
- 2000: Harald Leipnitz, deutscher Schauspieler
- 2000: Emil Zátopek, tschechischer Langstreckenläufer, Olympiasieger

### 21. Jahrhundert
- 2001: Erich Grützner, deutscher FDGB- und SED-Funktionär sowie Mitglied des Staatsrates der DDR
- 2004: Wilhelm Gustav Illbruck, deutscher Unternehmer und Hochseesegler
- 2004: Uwe Scholz, deutscher Choreograf und Ballettdirektor
- 2005: Alfred Anderson, britischer Soldat, letzter britischer Zeuge des Weihnachtsfriedens 1914
- 2006: Hassan Gouled Aptidon, dschibutischer Politiker, Staatspräsident, Premierminister
- 2006: René Gerber, Schweizer Komponist
- 2006: Věroslav Neumann, tschechischer Komponist und Musikpädagoge
- 2007: Valda Aveling, australische Cembalistin und Pianistin
- 2009: Konstantin Petrowitsch Feoktistow, sowjetischer Raumfahrer
- 2012: Berthold Albrecht, deutscher Manager
- 2014: Robert Richardson, britischer Offizier, Kommandant des Britischen Sektors von Berlin
- 2015: Bob Foster, US-amerikanischer Boxer, Weltmeister
- 2015: Jacques van Oortmerssen, niederländischer Pianist, Organist, Dirigent und Komponist
- 2016: Karimat El-Sayed, ägyptische Physikerin
- 2016: Matthias Mauritz, deutscher Fußballspieler
- 2017: Peter Berling, deutscher Schauspieler und Schriftsteller
- 2017: David Cassidy, US-amerikanischer Schauspieler und Sänger
- 2017: Otto Luttrop, deutscher Fußballspieler und -trainer
- 2021: Ralph Miller, US-amerikanischer Skirennläufer

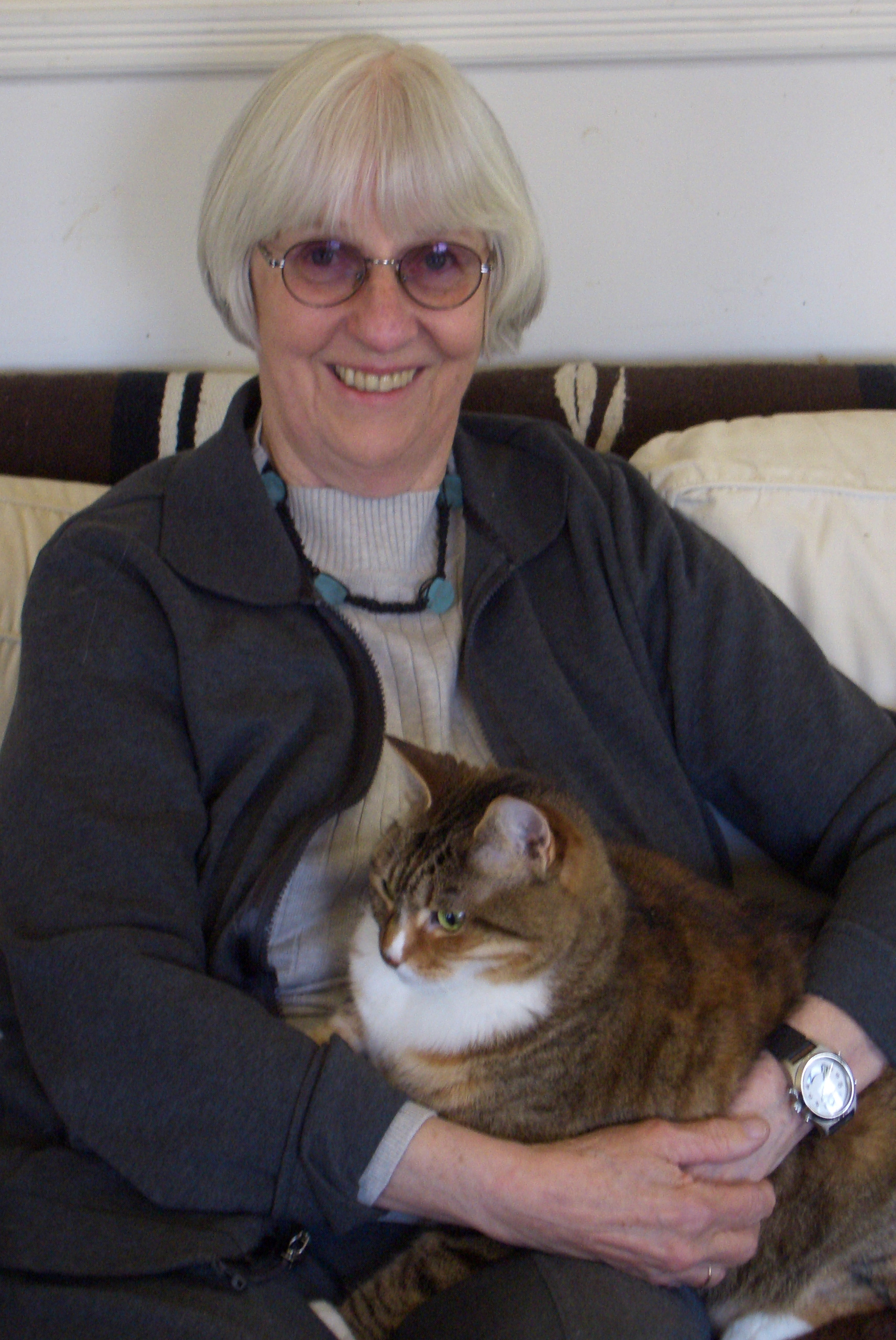
Marijane Meaker († 2022)

- 2021: Kostas Papanastasiou, griechischer Schauspieler
- 2021: Leane Suniar, indonesische Bogenschützin
- 2021: Bengt Waller, schwedischer Regattasegler
- 2022: Stefan Bajohr, deutscher Sozialwissenschaftler
- 2022ː Marijane Meaker, US-amerikanische Schriftstellerin
- 2022: Kálmán Mészöly, ungarischer Fußballspieler und -trainer
- 2022: Jürgen Nöldner, deutscher Fußballspieler

## Feier- und Gedenktage
- Kirchliche Gedenktage
  - Gedenktag Unserer Lieben Frau in Jerusalem (katholisch, orthodox am 4. Dezember)
  - Wolfgang Capito, elsässischer Priester, Propst und Reformator (evangelisch)
- Namenstage
  - Johannes, Rufus

Weitere Einträge enthält die Liste von Gedenk- und Aktionstagen.